# Ernest Hemingway
Ernest Miller Hemingway (Oak Park, Illinois, 21 de julio de 1899-Ketchum, Idaho, 2 de julio de 1961) fue un escritor y periodista estadounidense, uno de los principales novelistas y cuentistas del siglo XX.
Su estilo sobrio—que él denominó la teoría del iceberg—tuvo una gran influencia sobre la ficción del siglo XX, mientras que su vida de aventuras y su imagen pública le trajeron la admiración de las generaciones posteriores. Hemingway escribió la mayor parte de su obra entre mediados de la década de 1920 y mediados de la década de 1950. Ganó el Premio Pulitzer en 1953 por El viejo y el mar y al año siguiente el Premio Nobel de Literatura por su obra completa. Publicó siete novelas, seis recopilaciones de cuentos, dos ensayos y una obra de teatro. Póstumamente se publicaron tres novelas, cuatro libros de cuentos y tres ensayos. Muchos de estos son considerados clásicos de la literatura de Estados Unidos.
Hemingway fue criado en Oak Park, Illinois. Después de cursar la escuela secundaria, trabajó durante unos meses como reportero del Kansas City Star, antes de irse al frente italiano, donde se alistó como conductor de ambulancias durante la Primera Guerra Mundial y en donde conoció a Henry Serrano Villard, de quien se hizo amigo. En 1918, fue gravemente herido y regresó a casa. Sus experiencias en la guerra sirvieron de base para su novela Adiós a las armas (1929). 
En 1921 se casó con Hadley Richardson, la primera de cuatro esposas. La pareja se mudó a París, donde trabajó como corresponsal extranjero y asimiló la influencia de los escritores y artistas modernistas de la comunidad de expatriados, la «generación perdida» de la década de 1920. La primera novela de Hemingway, Fiesta, fue publicada en 1926. Tras su divorcio de Hadley Richardson en 1927, Hemingway se casó con Pauline Pfeiffer. La pareja se divorció después de que Hemingway regresara de la guerra civil española, que cubrió como periodista, y que fue la base de su novela Por quién doblan las campanas (1940). Con su tercera esposa, Martha Gellhorn, se casó en 1940. Se separaron cuando conoció a Mary Welsh en Londres, durante la Segunda Guerra Mundial. Estuvo presente como periodista en el desembarco de Normandía y la Liberación de París.
Poco después de la publicación de El viejo y el mar en 1952, Hemingway se fue de safari a África, donde estuvo a punto de morir en dos accidentes aéreos sucesivos que lo dejaron con dolores y problemas de salud gran parte del resto de su vida. Hemingway mantuvo residencias permanentes en Cayo Hueso, Florida, en la década de 1930, y en Cuba, en las décadas de 1940 y 1950. En 1959 compró una casa en Ketchum, Idaho, donde se suicidó el 2 de julio de 1961 a los 61 años.

## Biografía

### Primeros años

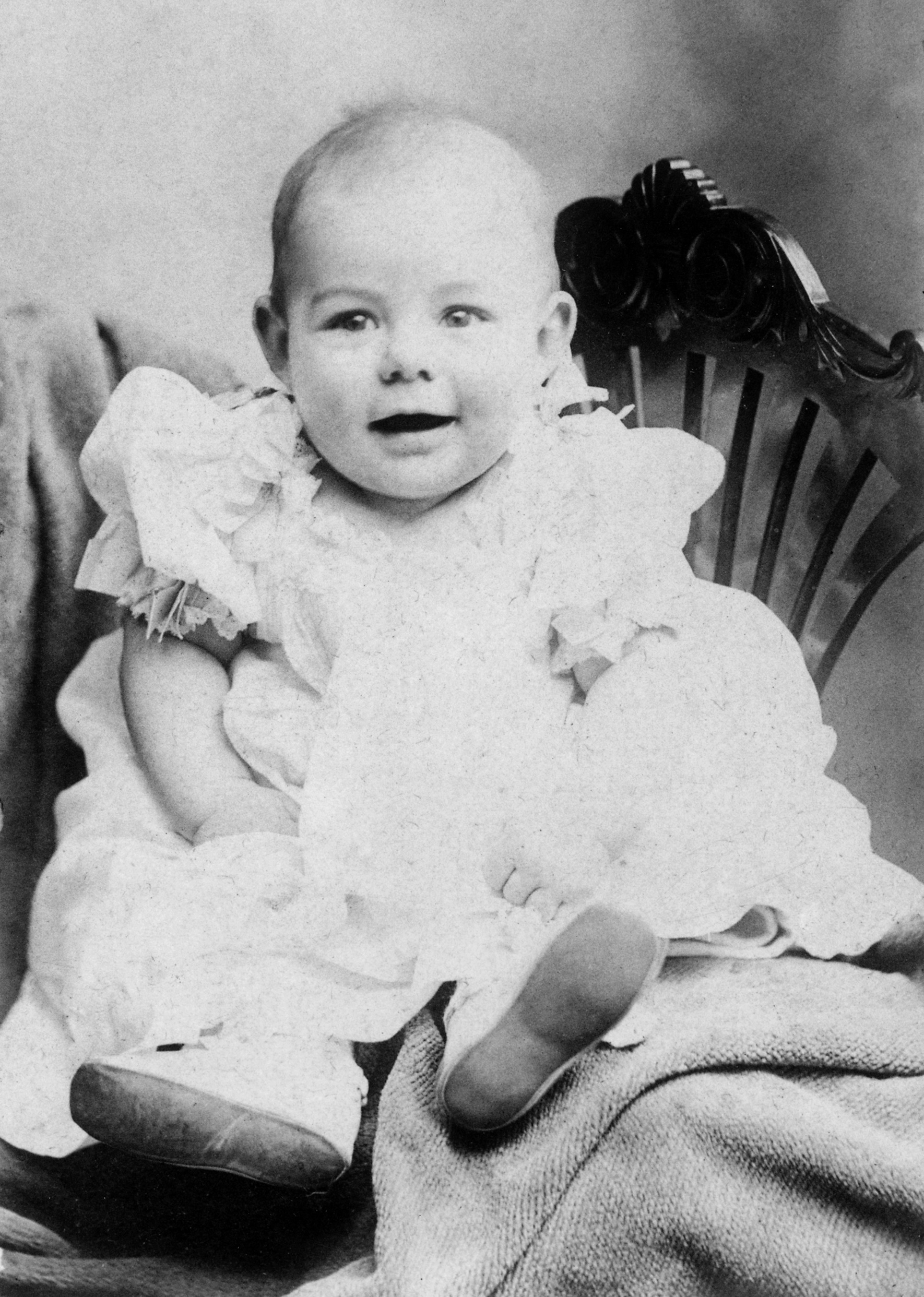
Ernest Hemingway fue el segundo hijo, y el primer varón, de Clarence y Grace Hemingway.

Ernest Miller Hemingway nació el 21 de julio de 1899 en Oak Park, Illinois, un suburbio de Chicago. Su padre, Clarence Edmonds Hemingway, era médico y su madre, Grace Hall Hemingway, era música. Ambos eran educados y muy respetados en la comunidad conservadora de Oak Park, una comunidad de la que Frank Lloyd Wright, uno de sus residentes, dijo: «Tantas iglesias para tanta buena gente». Durante algún tiempo tras su matrimonio, Clarence y Grace Hemingway vivieron con el padre de Grace, Ernest Hall, en honor a quien nombraron a su primer nieto. Más tarde Ernest Hemingway diría que le desagradaba su nombre, que «asociaba con el héroe ingenuo, incluso absurdo, de La importancia de llamarse Ernesto, la obra de teatro de Oscar Wilde». Grace siguió la costumbre victoriana de no diferenciar la ropa de los niños por género. Con solo un año de diferencia en edad entre los dos, Ernest y Marcelline se parecían enormemente. Grace quería que parecieran gemelos, de forma que durante los primeros tres años de vida de Ernest, Grace mantuvo su cabello largo y vistió a los niños con ropas femeninas similarmente adornadas. La familia se mudó finalmente a una casa de siete habitaciones en un barrio respetable con un estudio de música para Grace y un consultorio médico para Clarence.

La madre de Hemingway, una música muy conocida en el pueblo, donde realizaba conciertos. De adulto, Hemingway afirmaba odiar a su madre, si bien el biógrafo Michael S. Reynolds señala que Hemingway era un reflejo de su energía y entusiasmo. Su insistencia en que aprendiera a tocar el violonchelo se convirtió en «fuente de conflictos», pero más tarde el escritor admitió que las clases de música le fueron útiles para su obra, como se evidencia por la estructura de contrapunto de la novela Por quién doblan las campanas. La familia tenía una casa de verano llamada Windemere en Walloon Lake, cerca de Petoskey, Míchigan, donde su padre le enseñó, siendo un niño de cuatro años, a cazar, pescar y acampar en los bosques y los lagos del norte de Míchigan. Sus tempranas experiencias en la naturaleza le inculcaron la pasión por la aventura al aire libre y la vida en zonas remotas o aisladas. 

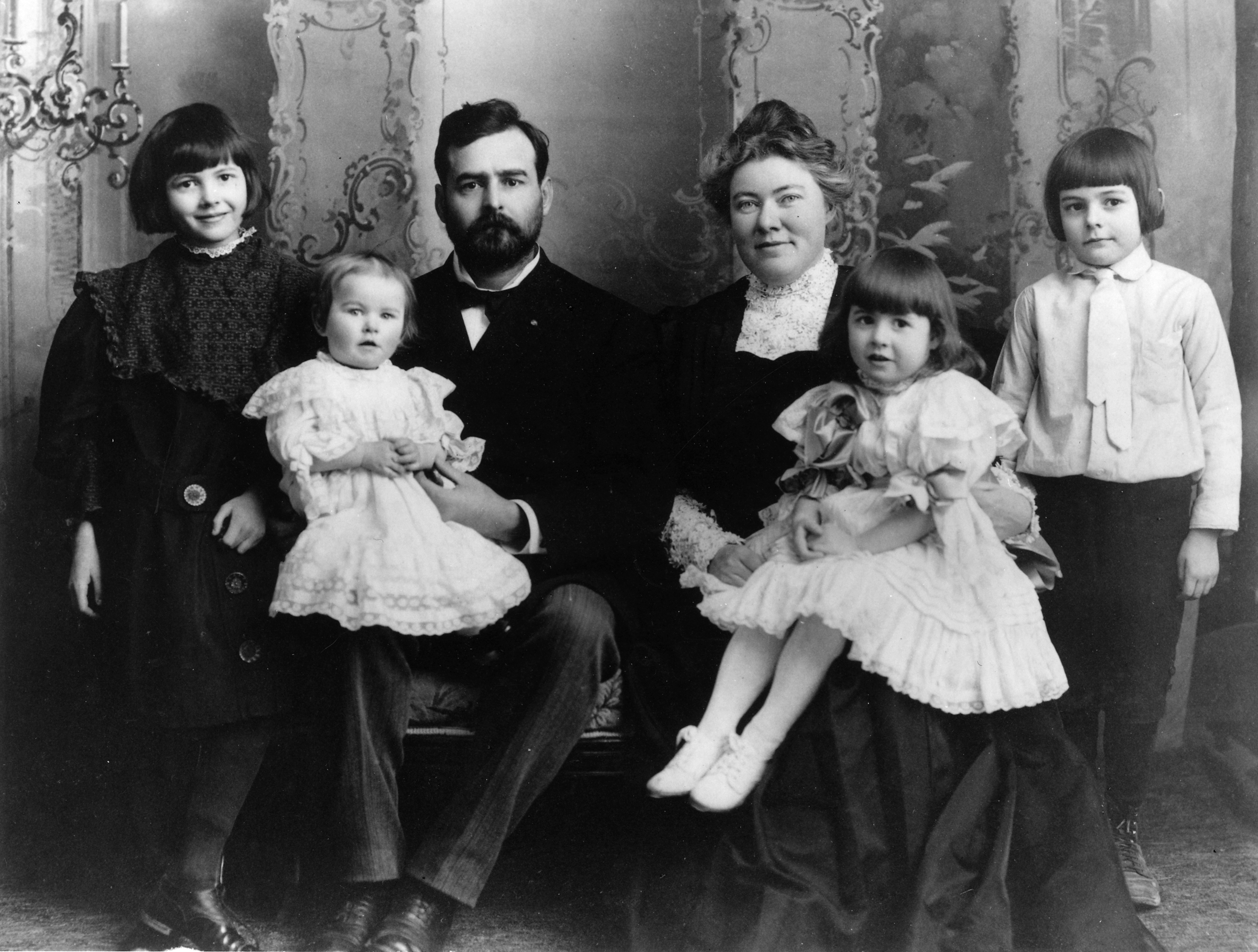
Fotografía de familia de Hemingway en 1905, desde la izquierda: Marcelline, Sunny, Clarence, Grace, Úrsula y Ernest.

Desde 1913 hasta 1917, Hemingway asistió a la escuela secundaria Oak Park and River Forest High School, donde practicó diversos deportes, como boxeo, atletismo, waterpolo y fútbol americano. Destacó en las clases de inglés y, durante dos años, tocó en la orquesta de la escuela con su hermana Marcelline. En su penúltimo año cursó una asignatura de periodismo, impartida por Fannie Biggs, que se organizaba «como si el aula fuera una oficina de periódico». Los mejores escritores de la clase presentaban sus artículos al periódico de la escuela, The Trapeze. Tanto Hemingway como Marcelline presentaron sus textos al Trapeze; el primer artículo de Hemingway trataba de una actuación local de la Orquesta Sinfónica de Chicago y fue publicado en enero de 1916. Continuó editando en el Trapeze y en Tabula (el anuario de la escuela), imitando el lenguaje de los periodistas deportivos con el seudónimo de Ring Lardner, Jr. —un guiño a Ring Lardner del Chicago Tribune. Como Mark Twain, Stephen Crane, Theodore Dreiser y Sinclair Lewis, Hemingway fue periodista antes de convertirse en novelista; tras salir de la escuela secundaria se fue a trabajar como reportero novato para el periódico Kansas City Star. Aunque solo trabajó allí durante seis meses, el libro de estilo del «Star» formó la base para su escritura: «Utilice frases cortas. Utilice primeros párrafos cortos. Use un lenguaje vigoroso. Sea positivo, no negativo».

### Primera Guerra Mundial

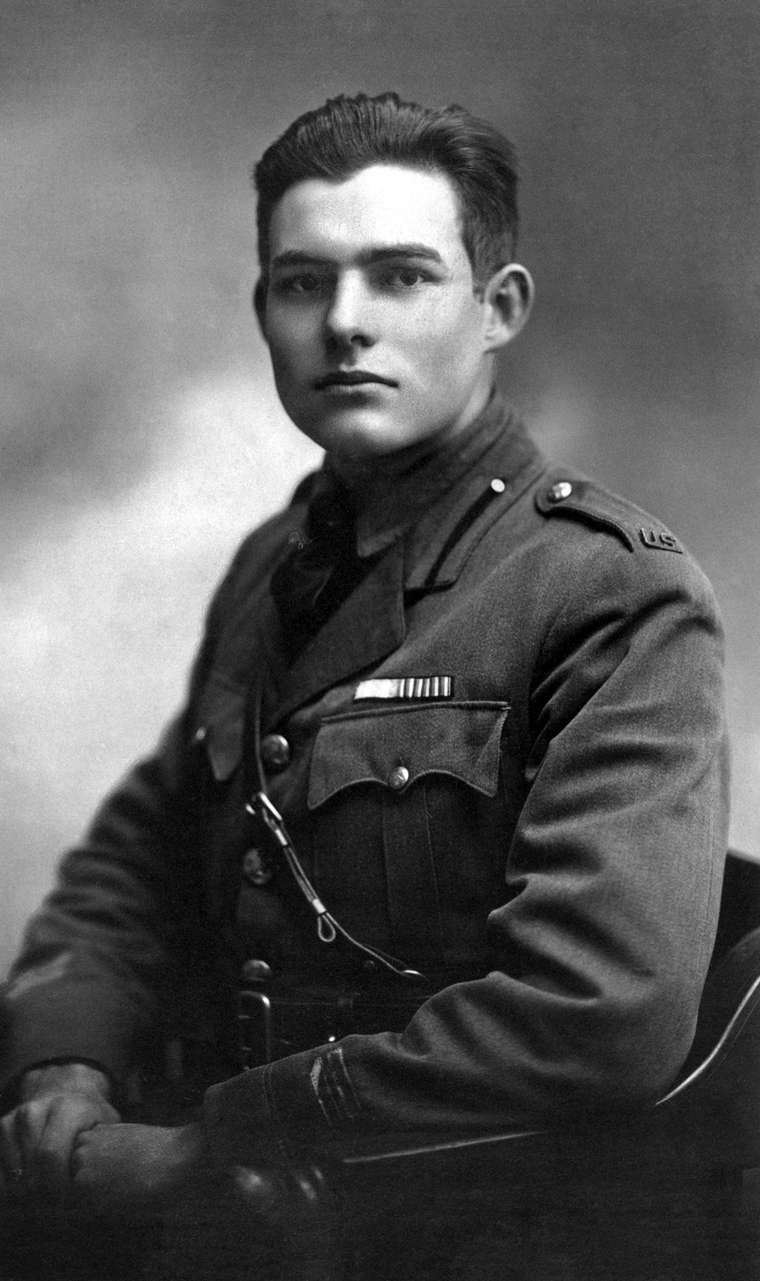
Milán, 1918, Hemingway en uniforme. Condujo ambulancias durante dos meses, hasta que fue herido.

A principios de 1918, tras ser rechazado por el Ejército de los Estados Unidos por su mala visión, Hemingway respondió a una campaña de reclutamiento de la Cruz Roja en Kansas City y firmó un contrato para convertirse en conductor de ambulancias en Italia. Salió de Nueva York en mayo y llegó a París mientras la ciudad estaba bajo el bombardeo de la artillería alemana. En junio estaba en el frente italiano. Probablemente fue en esta época cuando conoció a John Dos Passos, con quien tuvo una relación difícil durante décadas. En su primer día en Milán fue enviado a la escena de la explosión de una fábrica de municiones donde los equipos de rescate recuperaron los restos destrozados de las obreras. Describió el incidente en su libro Muerte en la tarde: «Recuerdo que después de que buscábamos bien por los muertos completos, recolectábamos fragmentos». Unos días más tarde fue estacionado en Fossalta di Piave.
El 8 de julio fue malherido por fuego de mortero, justo cuando acababa de regresar de la cantina con chocolate y cigarrillos para los hombres en el frente. A pesar de sus heridas, Hemingway logró rescatar un soldado italiano, lo que le valió la Medalla de Plata al Valor Militar del gobierno italiano. Con solo dieciocho años, Hemingway comentó sobre los hechos: «Cuando se va a la guerra como un chico, se tiene una gran ilusión de inmortalidad. Son las otras personas las que mueren, no te ocurre a ti. ... Entonces, cuando caes gravemente herido por primera vez, pierdes esta ilusión y sabes que te puede pasar a ti». Sufrió graves heridas de metralla en ambas piernas, y fue sometido a una operación inmediata en un centro de distribución, pasando cinco días en un hospital de campaña antes de ser trasladado al hospital de la Cruz Roja en Milán para su recuperación. Pasó seis meses en el hospital, donde conoció a «Chink» Dorman-Smith con quien forjó una fuerte amistad, que se prolongó durante décadas. Asimismo, compartió un cuarto con el futuro embajador estadounidense y escritor Henry Serrano Villard.
Mientras se recuperaba, se enamoró, por primera vez, de Agnes von Kurowsky, una enfermera de la Cruz Roja, siete años mayor que él. Para cuando fue dado de alta del hospital y regresó a los Estados Unidos, en enero de 1919, creía que Agnes se le iba a unir en cuestión de meses y que se habrían de casar. Sin embargo, en marzo Agnes le escribió que se había comprometido con un oficial italiano. El biógrafo Jeffrey Meyers sostiene que Hemingway quedó desolado y marcado por el rechazo de Agnes y que en relaciones futuras siguió un patrón consistente en abandonar a una esposa antes de que ella lo abandonara a él.

### Toronto y Chicago
Hemingway volvió a casa a principios de 1919 y pasó por un periodo de adaptación. Con apenas veinte años de edad, la guerra había creado en él una madurez que no concordaba bien con la necesidad de recuperación y una vida en casa sin trabajo. Como explica Reynolds, «Hemingway no podía realmente decirle a sus padres lo que pensaba cuando veía su rodilla sangrienta». No podía contarles lo asustado que había estado «en otro país con cirujanos que no podían explicarle en inglés si perdería su pierna o no». En septiembre participó en un viaje de campamento y de pesca con amigos de la secundaria, en la península superior de Míchigan. Esta experiencia se convirtió en una fuente de inspiración para su cuento «El río de dos corazones», en el que el personaje semiautobiográfico de Nick Adams va a la naturaleza a buscar la soledad tras regresar de la guerra. Un amigo de la familia le ofreció un puesto en Toronto, y sin nada más que hacer, aceptó. A finales de ese año comenzó a trabajar como escritor profesional independiente y corresponsal extranjero del Toronto Star Weekly donde conoció y trabó amistad con su colega periodista y novelista Morley Callaghan, quien más tarde le presentó a F. Scott Fitzgerald en París, evento que da lugar al infame combate de boxeo entre Hemingway y el canadiense. Regresó a Míchigan el mes de junio siguiente, y luego se trasladó a Chicago en septiembre de 1920 a vivir con amigos, sin dejar de presentar sus artículos al Toronto Star.
En Chicago, trabajó como editor asociado de la revista mensual Cooperative Commonwealth, donde conoció al novelista Sherwood Anderson. Cuando Hadley Richardson, originaria de St. Louis, llegó a Chicago para visitar a la hermana del compañero de habitación de Hemingway, éste se enamoró de ella y más tarde afirmó, «sabía que ella era la chica con quien iba a casarme». Hadley tenía el cabello rojo, con un «instinto cariñoso», y era ocho años mayor que Hemingway. A pesar de la diferencia de edad, Hadley, que había crecido con una madre sobreprotectora, parecía menos madura de lo normal para una joven de su edad. Bernice Kert, autora de The Hemingway Women (Las mujeres Hemingway), afirma que Hadley «evocaba» a Agnes, a pesar de tener un infantilismo inexistente en Agnes. Los dos se escribieron durante algunos meses, y decidieron casarse y viajar a Europa. Querían visitar Roma, pero Sherwood Anderson les convenció de visitar París en cambio, y escribió cartas de recomendación para la joven pareja. Se casaron el 3 de septiembre de 1921; dos meses después, Hemingway fue contratado como corresponsal en el extranjero del Toronto Star y la pareja se marchó a París. Sobre el matrimonio de Hemingway y Hadley, Meyers comenta: «Con Hadley, Hemingway logró todo lo que había esperado con Agnes: el amor de una hermosa mujer, una renta cómoda, una vida en Europa».

### París

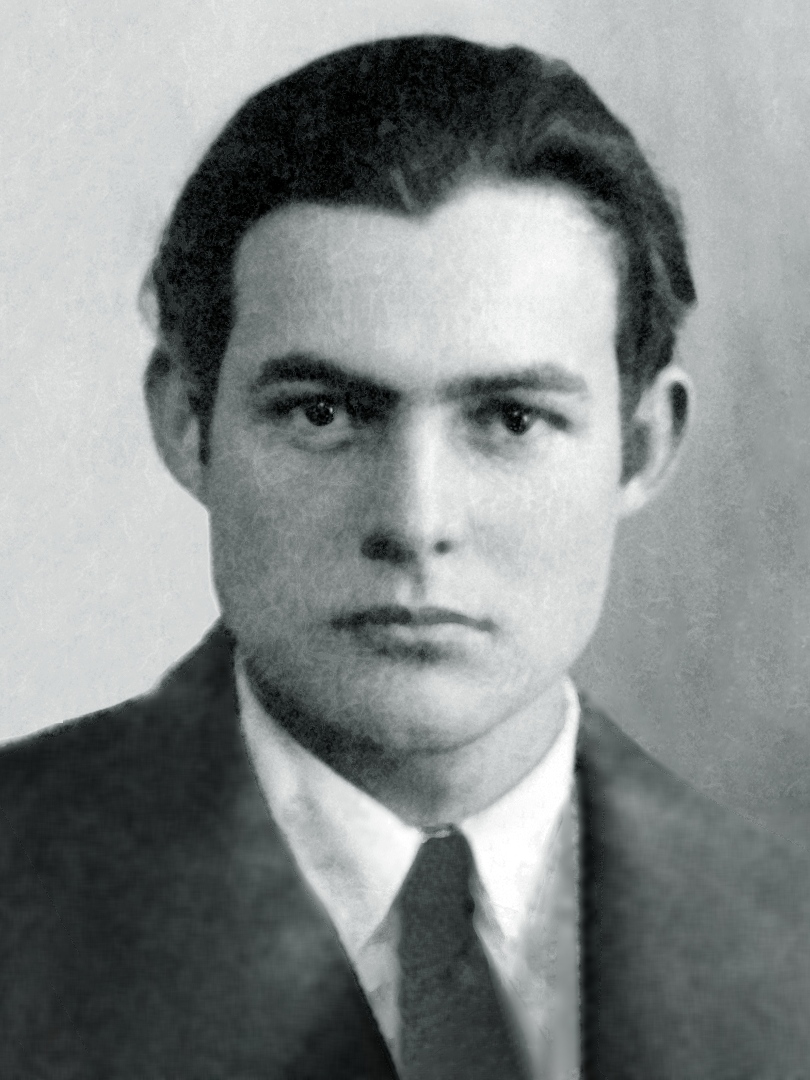
Foto de pasaporte de Hemingway de 1923. En esta época vivió en París con su esposa Hadley, y trabajó como periodista.

Carlos Baker, el primer biógrafo de Hemingway, cree que, si bien Anderson sugirió París porque «la tasa de cambio monetario» convertía la ciudad en un lugar barato para vivir, de mayor importancia fue que era el lugar donde vivían «las personas más interesantes del mundo». En París, Hemingway conoció a escritores como Gertrude Stein, James Joyce y Ezra Pound (que «podía ayudar a un joven escritor a subir los peldaños de una carrera»), entre otros. 
El Hemingway de los primeros años de París era un joven «alto, apuesto, musculoso, de hombros anchos, de ojos marrones, de rosadas mejillas, de mandíbula cuadrada y de voz suave». Él y Hadley vivían en un pequeño edificio sin ascensor en el 74 rue du Cardinal Lemoine en el Barrio Latino, y trabajaba en una habitación alquilada en un edificio cercano. Stein, quien era el bastión del modernismo anglosajón en París, se convirtió en la mentora de Hemingway y la madrina de su hijo Jack; lo presentó a los artistas y escritores expatriados del barrio Montparnasse, a quienes se refirió como la «Generación Perdida», un término popularizado por Hemingway con la publicación de Fiesta. Como un habitual del salón de Stein, Hemingway conoció a pintores influyentes como Pablo Picasso, Joan Miró y Juan Gris. Con el tiempo se alejó de la influencia de Stein y su relación se deterioró hasta convertirse en una disputa literaria que se extendió por décadas. Mientras vivía en París en 1922, Hemingway entabló una amistad con el artista Henry Strater, quien hizo dos retratos de él.
El poeta estadounidense Ezra Pound conoció a Hemingway por casualidad en 1922, en Shakespeare and Company, la librería de Sylvia Beach. Los dos recorrieron Italia en 1923 y vivían en la misma calle en 1924. Forjaron una gran amistad, y en Hemingway, Pound reconoció y fomentó un talento joven. Pound presentó a Hemingway al escritor irlandés James Joyce, con quien Hemingway se embarcó con frecuencia en «juergas alcohólicas».
Durante sus primeros veinte meses en París, Hemingway archivó ochenta y ocho artículos para el periódico Toronto Star. Cubrió la guerra greco-turca, donde fue testigo del incendio de Esmirna y escribió artículos de viaje, tales como «Tuna Fishing in Spain» («La pesca de atún en España») y «Trout Fishing All Across Europe: Spain Has the Best, Then Germany» («Pesca de la trucha en toda Europa: España tiene la mejor, después Alemania»). Hemingway quedó devastado al enterarse de que Hadley había perdido una maleta con sus manuscritos en la estación de París-Lyon mientras viajaba a Ginebra para reunirse con él en diciembre de 1922. El siguiente mes de septiembre, la pareja regresó a Toronto, donde su hijo John Hadley Nicanor nació el 10 de octubre de 1923. El primer libro de Hemingway, Tres relatos y diez poemas, se publicó durante su ausencia. Dos de los relatos que contenía eran todo lo que quedaba tras la pérdida de la maleta, y el tercero había sido escrito durante la primavera en Italia. En cuestión de meses se publicó un segundo volumen, En nuestro tiempo. El pequeño volumen incluía seis viñetas y una docena de relatos que Hemingway había escrito el verano pasado durante su primera visita a España, donde descubrió la emoción de la corrida. Echaba de menos París, consideró Toronto aburrido, y quería volver a la vida de un escritor, en lugar de vivir la vida de un periodista.
Hemingway, Hadley y su hijo (apodado Bumby) regresaron a París en enero de 1924 y se instalaron en un nuevo apartamento en la rue Notre-Dame-des-Champs. Hemingway ayudó a Ford Madox Ford a editar la revista literaria The Transatlantic Review, en la cual se publicaron las obras de Ezra Pound, John Dos Passos, baronesa Elsa von Freytag-Loringhoven, y Gertrude Stein, así como algunos de los primeros relatos de Hemingway, como «Campamento indio» («Indian Camp»). Cuando En nuestro tiempo se publicó en 1925, la sobrecubierta llevaba comentarios de Ford. «Campamento indio» recibió grandes elogios; Ford lo consideró como una importante primera obra de un escritor joven, y los críticos en los Estados Unidos elogiaron a Hemingway por revitalizar el género del cuento con su estilo fresco y el uso de oraciones declarativas. Seis meses antes, Hemingway conoció a F. Scott Fitzgerald, y ambos desarrollaron una amistad de «admiración y hostilidad» mutua. Fitzgerald había publicado El gran Gatsby el mismo año: Hemingway lo leyó, le gustó y decidió que su siguiente trabajo tenía que ser una novela.
En 1923, junto con su esposa Hadley, Hemingway visitó por primera vez las fiestas de San Fermín en Pamplona (España), donde quedó fascinado por la corrida de toros. Los Hemingway regresaron a Pamplona en 1924, donde hicieron amistad con el hotelero Juanito Quintana, que les presentaría a un buen número de toreros y aficionados, y una tercera vez en junio de 1925; ese año trajeron un grupo de expatriados estadounidenses y británicos: el amigo de infancia de Hemingway Bill Smith, Stewart, Lady Duff Twysden (recientemente divorciada) y su amante Pat Guthrie, y Harold Loeb. Pocos días después de que terminara el festival, en su cumpleaños (21 de julio), comenzó a escribir el borrador de Fiesta, terminando ocho semanas después. Unos meses más tarde, desde diciembre de 1925, los Hemingway pasaron el invierno en Schruns, Austria, donde Hemingway comenzó una extensa revisión del manuscrito. Pauline Pfeiffer se unió a ellos en enero y, en contra del consejo de Hadley, le instó a firmar un contrato con la editorial Scribner. Salió de Austria para un corto viaje a Nueva York para reunirse con los editores, y a su regreso, durante una parada en París, comenzó un romance con Pauline, antes de regresar a Schruns para terminar las revisiones en marzo. El manuscrito llegó a Nueva York en abril, corrigió la prueba final en París en agosto de 1926, y Scribner publicó la novela en octubre.
Fiesta personificó la generación de expatriados de la posguerra, recibió buenas críticas, y fue «reconocida como la mayor obra de Hemingway». Más tarde Hemingway escribió a su editor Max Perkins que el «punto del libro» no trataba tanto de una generación que se pierde, sino de que «la tierra permanece para siempre»; creía que los personajes de Fiesta pueden haber sido «golpeados», pero no perdidos.
El matrimonio de Hemingway y Hadley se deterioró cuando estaba trabajando en Fiesta. En la primavera de 1926 Hadley se dio cuenta de su relación con Pauline Pfeiffer, que vino con ellos a Pamplona en julio. A su regreso a París, Hadley pidió una separación, y en noviembre solicitó formalmente el divorcio. Dividieron sus posesiones, y Hadley aceptó la oferta de Hemingway de quedarse con las ganancias de Fiesta. La pareja se divorció en enero de 1927, y Hemingway se casó con Pauline Pfeiffer en mayo del mismo año.

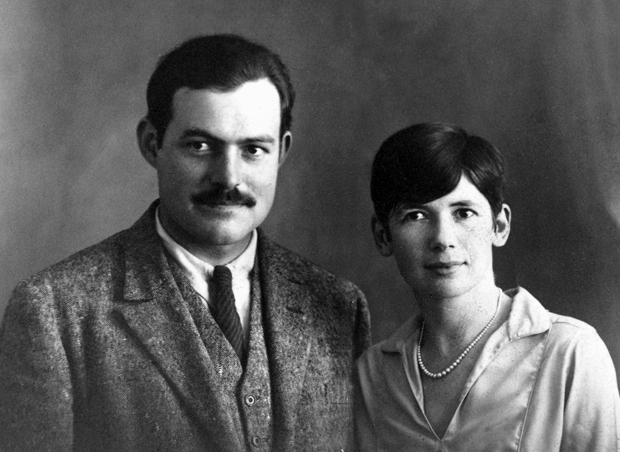
Ernest y Pauline Hemingway en París, 1927.

 Pauline, quien era de una rica familia católica de Arkansas, se trasladó a París para trabajar para la revista Vogue. Hemingway se convirtió al catolicismo antes de su matrimonio. Tuvieron su luna de miel en Le Grau-du-Roi, donde Hemingway contrajo carbunco y donde planificó su siguiente recopilación de cuentos titulado Hombres sin mujeres, que fue publicada en octubre de 1927. A finales del año Pauline, que estaba embarazada, quería regresar a los Estados Unidos. John Dos Passos recomendó Cayo Hueso en Florida, y salieron de París en 1928. Esa primavera Hemingway sufrió una lesión grave en su cuarto de baño en París, cuando tiró un tragaluz encima de su cabeza pensando que estaba tirando de la cadena de baño. Esto lo dejó con una prominente cicatriz en la frente que llevaría para el resto de su vida. Cuando le preguntaron por la cicatriz, se mostró reacio a contestar. Después de su salida de París, Hemingway «nunca volvió a vivir en una gran ciudad».

### Cayo Hueso y Cuba
A finales de la primavera Hemingway y Pauline viajaron a Kansas City, donde nació su hijo Patrick el 28 de junio de 1928. Pauline tuvo un parto difícil, que Hemingway incorporó como ficción en Adiós a las armas. Después del nacimiento de Patrick, Pauline y Hemingway viajaron a Wyoming, Massachusetts y Nueva York. En el invierno estaba en Nueva York con Bumby, a punto de abordar un tren a Florida, cuando recibió un telegrama que le decía que su padre se había suicidado. Hemingway se quedó devastado; poco antes había enviado una carta a su padre diciéndole que no se preocupara por las dificultades financieras; la carta llegó minutos después del suicidio. Se dio cuenta de cómo Hadley debe haberse sentido después del suicidio de su propio padre en 1903, y comentó: «Probablemente voy a ir de la misma manera».
A su regreso a Cayo Hueso en diciembre, Hemingway trabajó en su novela Adiós a las armas antes de viajar a Francia en enero. Había terminado en agosto, pero retrasó la revisión. La serialización en Scribner's Magazine estaba programada para comenzar en mayo, pero en abril Hemingway todavía estaba trabajando en la parte final que podría haber vuelto a escribir hasta diecisiete veces. Finalmente la novela se publicó el 27 de septiembre. El biógrafo James Mellow cree que Adiós a las armas estableció a Hemingway como un importante escritor estadounidense y que mostró un nivel de complejidad que no era aparente en Fiesta. En España, durante el verano de 1929, Hemingway preparó su siguiente trabajo, Muerte en la tarde. Quería escribir un ensayo integral sobre la corrida de toros, y los toreros, completo con glosarios y apéndices, porque creía que la corrida era «de gran interés trágico, por tratarse literalmente de vida o muerte».
Durante la década de 1930 Hemingway pasó los inviernos en Cayo Hueso y los veranos en Wyoming, donde encontró «el país más hermoso que había visto en el oeste de Estados Unidos» donde cazaba venados, alces y osos grizzly. Fue acompañado allí por Dos Passos y en noviembre de 1930, después de llevar a Dos Passos a la estación de ferrocarril en Billings, Hemingway se rompió el brazo en un accidente de coche. El cirujano trató la fractura espiral compuesta, uniendo el hueso con tendón de canguro. Fue hospitalizado durante siete semanas, y los nervios de su mano de escribir necesitaron un año para curar, periodo durante el cual sufrió un intenso dolor.

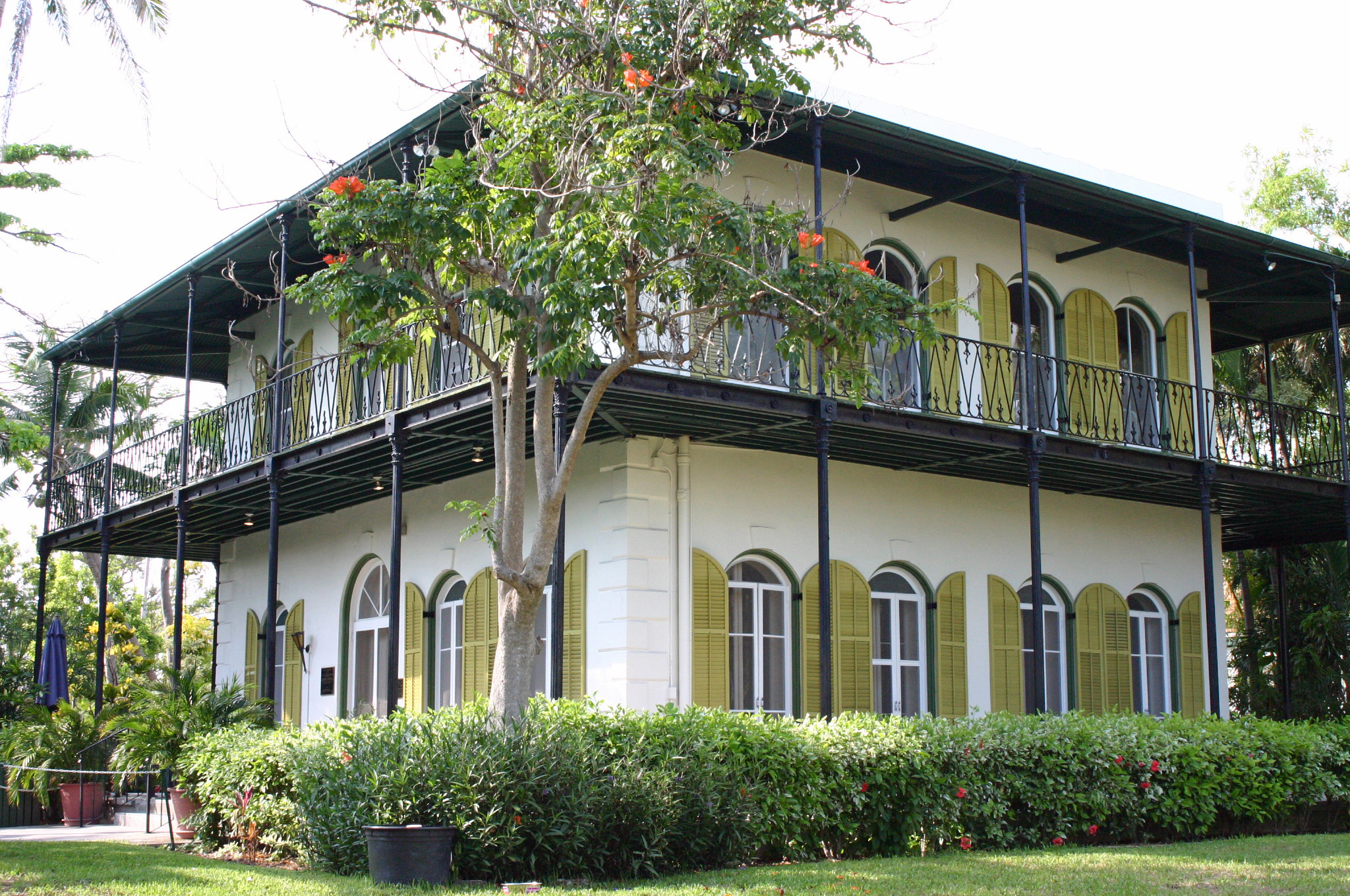
La casa de Hemingway en Cayo Hueso, Florida, donde vivía con Pauline. Escribió Tener y no tener en el segundo piso de la casa de la piscina, no visible en la foto.

Su tercer hijo, Gregory Hancock Hemingway, nació el siguiente año, el 12 de noviembre de 1931 en Kansas City. El tío de Pauline compró una casa con cochera en Cayo Hueso para la pareja, y el segundo piso de la cochera fue convertido en un estudio de escritura. Su ubicación frente a la calle del faro facilitó encontrar el camino a su casa tras una larga noche de copas. Mientras en Cayo Hueso, Hemingway frecuentaba el bar local Sloppy Joe. Invitó a amigos —incluyendo Waldo Peirce, Dos Passos, y Max Perkins— a acompañarle en viajes de pesca y en una expedición a las islas Dry Tortugas. Mientras tanto, continuó viajando a Europa y a Cuba, y aunque escribió acerca de Cayo Hueso en 1933: «Tenemos una muy buena casa aquí, y todos los niños se encuentran bien», Mellow cree que «era claramente inquieto».
En 1933, Hemingway y Pauline fueron de safari a África del Este. El viaje de diez semanas proporcionó material para Las verdes colinas de África, así como los cuentos Las nieves del Kilimanjaro y La corta vida feliz de Francis Macomber. La pareja visitó Mombasa, Nairobi, y Machakos en Kenia, y luego viajaron a Tanganica, donde cazaron en el Serengeti en torno al lago Manyara, y al oeste y al sureste del actual Parque nacional de Tarangire. Su guía fue el notable «cazador blanco» Philip Hope Percival, quien había guiado a Theodore Roosevelt en su safari en 1909. Durante estos viajes Hemingway contrajo disentería amebiana que causó un intestino prolapsado, y fue evacuado en avión a Nairobi, una experiencia reflejada en «Las nieves del Kilimanjaro». Al regreso de Hemingway en Cayo Hueso a principios de 1934, comenzó a trabajar en Las verdes colinas de África, que se publicó en 1935 recibiendo críticas mixtas.

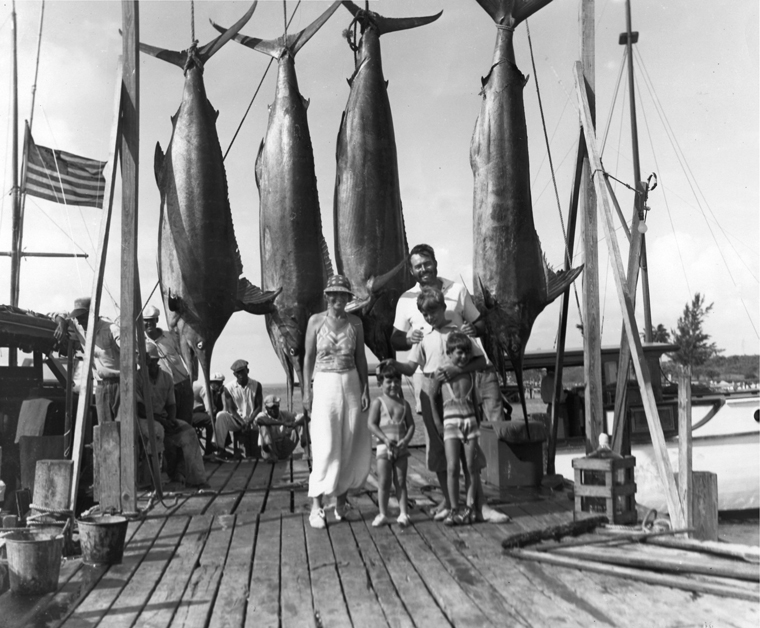
Ernest, Pauline, Bumby, Patrick y Gregory Hemingway posan con marlines después de un viaje de pesca a Bimini en 1935.

Hemingway compró un barco en 1934, lo llamó Pilar, y comenzó a navegar por el mar Caribe. En 1935 llegó por primera vez a Bimini, donde pasó un tiempo considerable. Durante este período también trabajó en Tener y no tener, publicado en 1937, mientras se encontraba en España, y la única novela que escribió durante la década de 1930.

### Guerra civil española y Segunda Guerra Mundial

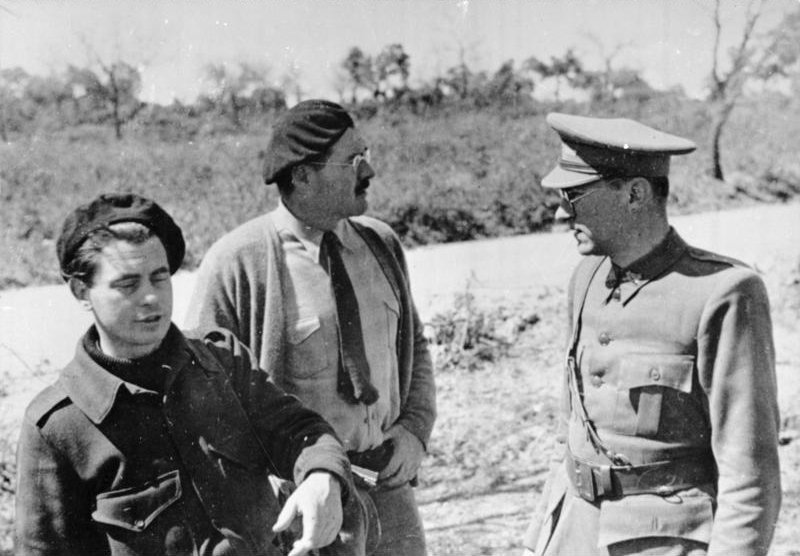
Hemingway (centro) con el cineasta neerlandés Joris Ivens y el escritor alemán Ludwig Renn (quien sirvió como oficial de las Brigadas Internacionales) en España durante la Guerra Civil Española de 1937.

En 1937 Hemingway acordó trabajar como corresponsal de la guerra civil española para la North American Newspaper Alliance (NANA), y llegó a España en marzo, junto con el cineasta neerlandés Joris Ivens, visitando entre otras ciudades Valencia o Madrid. Ivens, que estaba filmando Tierra de España, quiso que Hemingway reemplazara a John Dos Passos como guionista, ya que Dos Passos había abandonado el proyecto cuando su amigo y traductor José Robles Pazos fue detenido y muy probablemente asesinado por la NKVD. El incidente cambió la opinión de Dos Passos sobre los republicanos de izquierda, creando una brecha entre él y Hemingway, que más tarde difundió el rumor de que Dos Passos habría dejado España por cobardía.
La periodista y escritora Martha Gellhorn, a quien Hemingway conoció en Cayo Hueso la Navidad anterior (1936), se unió a él en España. Como Hadley, Martha era originaria de St. Louis, y al igual que Pauline había trabajado para la revista Vogue en París. Sobre Martha, Kert afirma que «nunca se ocupó de él como lo hicieron otras mujeres». A finales de 1937, cuando estaba en Madrid con Martha, Hemingway escribió su única obra de teatro, La quinta columna, mientras que la ciudad estaba siendo bombardeada. Volvió a Cayo Hueso durante unos meses y luego regresó a España en dos ocasiones en 1938, donde estuvo presente en la Batalla del Ebro, el último reducto republicano, y se encontraba entre los últimos periodistas británicos y estadounidenses en cruzar el río para salir de la batalla.
En la primavera de 1939, Hemingway navegó a Cuba en su barco, para vivir en el Hotel Ambos Mundos en La Habana. Fue la primera fase de una separación lenta y dolorosa de Pauline, que había comenzado cuando Hemingway conoció a Martha. Martha pronto se unió a él en Cuba, y compraron Finca Vigía, una finca de 61.000 m² a veinticuatro kilómetros de La Habana. En el verano, Pauline y los niños dejaron a Hemingway después de que la familia se hubiera reunido durante una visita a Wyoming. Después de finalizar el divorcio con Pauline, se casó con Martha el 20 de noviembre de 1940 en Cheyenne, Wyoming. Como lo había hecho después de su divorcio de Hadley, cambió de residencias, moviendo su principal residencia de verano hacia Ketchum, Idaho, en las afueras de la nueva localidad de Sun Valley, y su residencia de invierno a Cuba. Hemingway, quien se había sentido disgustado cuando un amigo de París permitió a sus gatos comer en la mesa, se enamoró de los gatos en Cuba, manteniendo decenas de ellos en la finca.
Gellhorn lo inspiró a escribir su novela más famosa, Por quién doblan las campanas, que inició en marzo de 1939 y terminó en julio de 1940. Fue publicada en octubre de 1940. En acuerdo con su rutina de cambiar de residencias mientras trabajaba en un manuscrito, escribió Por quién doblan las campanas en Cuba, Wyoming y Sun Valley. Por quién doblan las campanas, seleccionado por el Book-of-the-Month Club, vendió medio millón de copias en cuestión de meses, recibió una nominación para el Premio Pulitzer y, como lo explica Meyers, «restableció triunfalmente la reputación literaria de Hemingway».

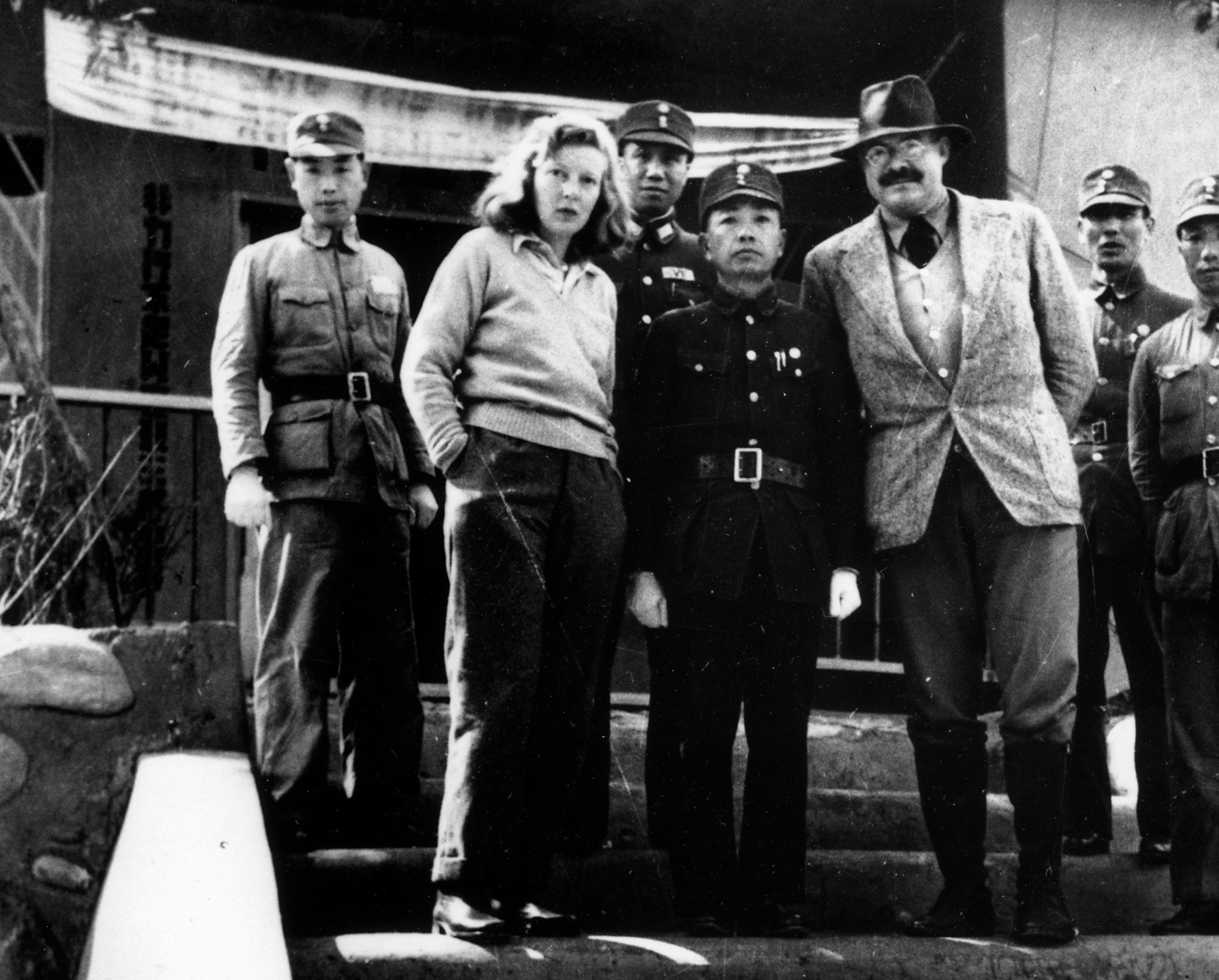
Hemingway con su tercera esposa, Martha Gellhorn, posando con el general Yu Hanmou en Chungking, China, en 1941.

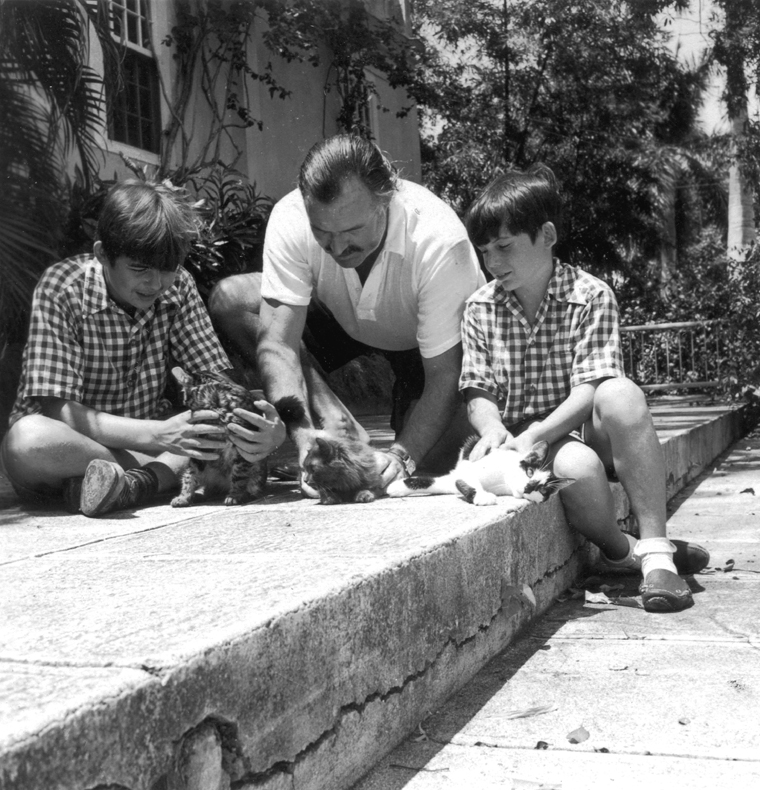
Hemingway y sus hijos Patrick (izquierda) y Gregory, con tres gatos, en la Finca Vigía a mediados de 1942.

En enero de 1941 Martha fue enviada a China en una misión para la revista Collier's Weekly. Hemingway la acompañó y envió sus despachos al diario PM, pero en general no le gustaba China. Regresaron a Cuba antes de la declaración de guerra de los Estados Unidos en diciembre, sobre lo cual convenció al gobierno cubano que le ayudara a reequipar su barco, el Pilar, con la intención de utilizarlo para emboscar a los submarinos alemanes en las costas de Cuba
De mayo de 1944 a marzo de 1945 Hemingway estaba en Londres y Europa. Cuando Hemingway llegó por primera vez en Londres conoció a la corresponsal de la revista Time Mary Welsh, de quien se enamoró. Martha, quien había sido obligada a cruzar el Atlántico en un barco cargado de explosivos porque él se había negado a ayudarla a conseguir un pase de prensa en un avión, llegó a Londres para encontrar a Hemingway hospitalizado con una contusión por un accidente de coche. Indiferente a su estado físico, lo acusó de ser un matón, y le dijo que estaba «terminado, absolutamente terminado». La última vez que vio a Martha fue en marzo de 1945, cuando se disponía a regresar a Cuba. Mientras tanto, en su tercer encuentro con Mary Welsh, le pidió que se casara con él.
Hemingway, llevando una venda grande en la cabeza, estuvo presente durante el desembarco de Normandía, aunque se mantuvo en una lancha de desembarco porque los militares lo consideraron una «carga preciosa», aunque el biógrafo Kenneth Lynn sostiene que fabricó historias de que bajó a tierra durante el desembarco. A finales de julio, se unió al «22.º Regimiento de Infantería», al mando del Coronel Charles Buck Lanham, que se dirigía hacia París, y Hemingway se convirtió en el líder de facto de un pequeño grupo de milicianos de las aldeas en Rambouillet, en las afueras de París. Sobre las hazañas de Hemingway, el historiador Paul Fussell comentó: «Hemingway se metió en problemas considerables jugando a capitán de infantería con un grupo de la resistencia que reunió, porque se supone que un corresponsal no debe conducir a las tropas, incluso si lo hace bien». Esto iba contra la Convención de Ginebra, y Hemingway fue formalmente detenido; dijo que resolvió la cuestión alegando que solo ofreció asesoramiento.

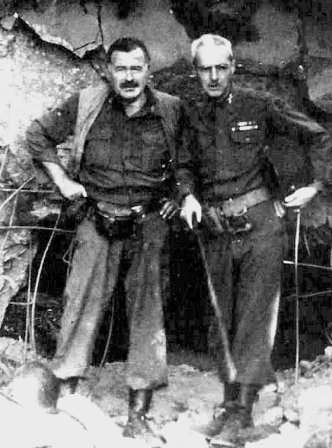
Hemingway con el Coronel Charles (Buck) T. Lanham en Alemania en 1944, durante los combates en Hürtgenwald, después de lo cual se enfermó de neumonía.

El 25 de agosto de 1944, estuvo durante la liberación de París, aunque a diferencia de lo que dice la leyenda, Hemingway no fue el primero en entrar en la ciudad, ni tampoco liberó el Ritz. No obstante, asistió a una reunión organizada por Sylvia Beach, donde «hizo las paces» con Gertrude Stein. Ese mismo año, estuvo presente durante los intensos combates de la Batalla del Bosque de Hürtgen. El 17 de diciembre de 1944, febril y en mal estado, había conducido a Luxemburgo para cubrir lo que posteriormente se llamaría la Batalla de las Ardenas. Sin embargo, tan pronto como llegó, Lanham lo entregó a los médicos, que lo hospitalizaron con neumonía; al recuperarse, una semana más tarde, la mayor parte del combate había terminado.
En 1947, Hemingway fue galardonado con una Estrella de Bronce por su valentía durante la Segunda Guerra Mundial. Fue reconocido por su valor, tras encontrarse «bajo fuego en las zonas de combate con el fin de obtener una imagen precisa de las condiciones» con la mención de que «a través de su talento de expresión, el señor Hemingway permitió a los lectores obtener una imagen vívida de las dificultades y los triunfos del soldado de frente y su organización en el combate».

### Cuba y el Premio Nobel
Hemingway dijo que de 1942 a 1945 «estaba fuera del negocio como escritor». En 1946 se casó con Mary Welsh, que tuvo un embarazo ectópico cinco meses más tarde. La familia Hemingway sufrió una serie de accidentes y problemas de salud en los años posteriores a la guerra: en un accidente de tráfico en 1945 Ernest se «rompió la rodilla» y tuvo otra «herida profunda en la frente»; Mary se rompió primero el tobillo derecho y luego el de la izquierda en accidentes de esquí sucesivos. Un accidente de tráfico en 1947 dejó a Patrick con una herida en la cabeza y gravemente enfermo. Hemingway se hundió en una depresión cuando sus amigos literarios comenzaron a fallecer: en 1939 W. B. Yeats y Ford Madox Ford; en 1940 Scott Fitzgerald; en 1941 Sherwood Anderson y James Joyce; en 1946 Gertrude Stein; y al año siguiente, en 1947, Max Perkins, durante mucho tiempo el editor y amigo de Hemingway de la editorial Scribner. Durante este período, sufría de fuertes dolores de cabeza, alta presión arterial, problemas de peso, y finalmente de diabetes —gran parte de lo cual fue el resultado de accidentes anteriores y de muchos años de consumo excesivo de alcohol—.
No obstante, en enero de 1946, comenzó a trabajar en El Jardín del Edén, terminando ochocientas páginas para junio. Durante los años de la posguerra también comenzó a trabajar en una trilogía, tentativamente titulada «The Land», «The Sea» y «The Air», (La tierra, El mar y El aire) con el propósito de unirlas en una novela titulada The Sea Book (El libro del mar). Sin embargo, ambos proyectos se estancaron, y Mellow observa que la incapacidad de Hemingway de darles seguimiento era «un síntoma de sus problemas» durante estos años.

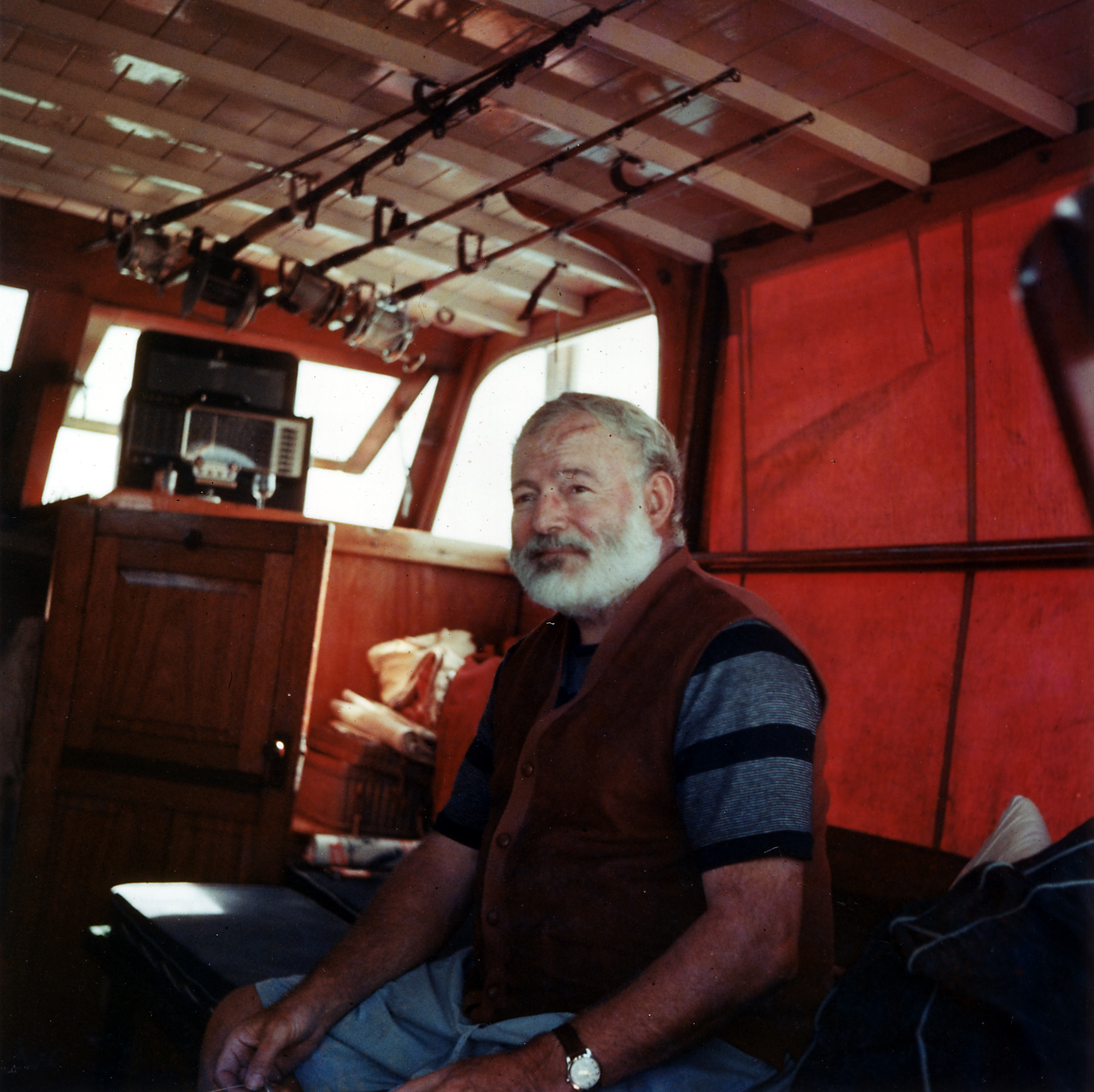
Ernest Hemingway en la cabina de su barco Pilar, en las aguas costeras de Cuba.

En 1948, Hemingway y Mary viajaron a Europa y permanecieron en Venecia durante varios meses. Allí, Hemingway se enamoró de Adriana Ivancich, una joven de 19 años de edad. La historia de este amor platónico inspiró la novela Al otro lado del río y entre los árboles, que escribió en Cuba en una época de conflictos con Mary; fue publicada en 1950, recibiendo críticas negativas. Al año siguiente, furioso por la recepción crítica de Al otro lado del río y entre los árboles, escribió el borrador de El viejo y el mar en ocho semanas, diciendo que era «lo mejor que puedo escribir durante toda mi vida». El viejo y el mar, que se convirtió en una selección del Libro-del-mes, hizo de Hemingway una celebridad internacional y recibió el Premio Pulitzer en mayo de 1953, un mes antes de salir para su segundo viaje a África.

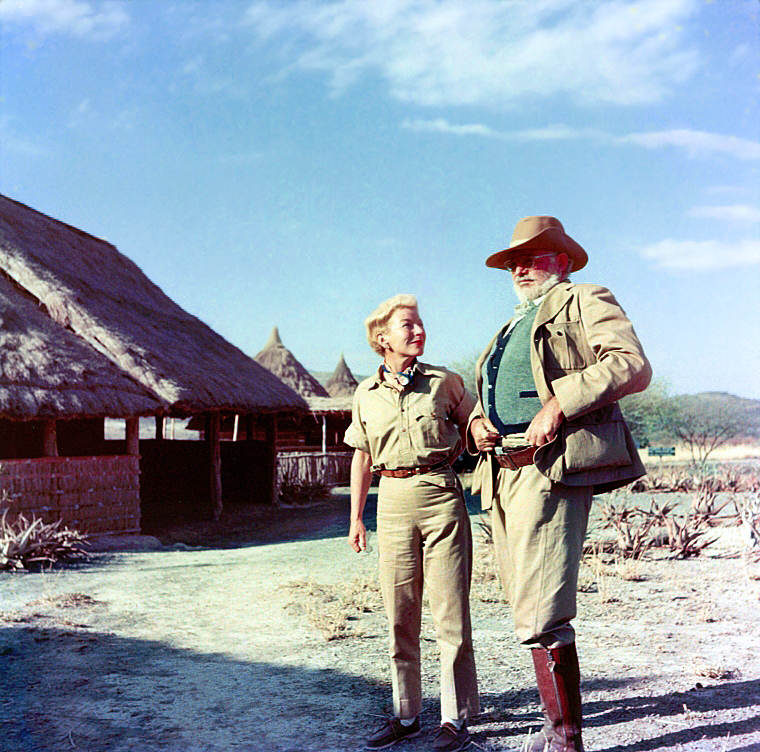
Hemingway y su esposa Mary de safari en 1953-1954, antes de sufrir los accidentes de avión.

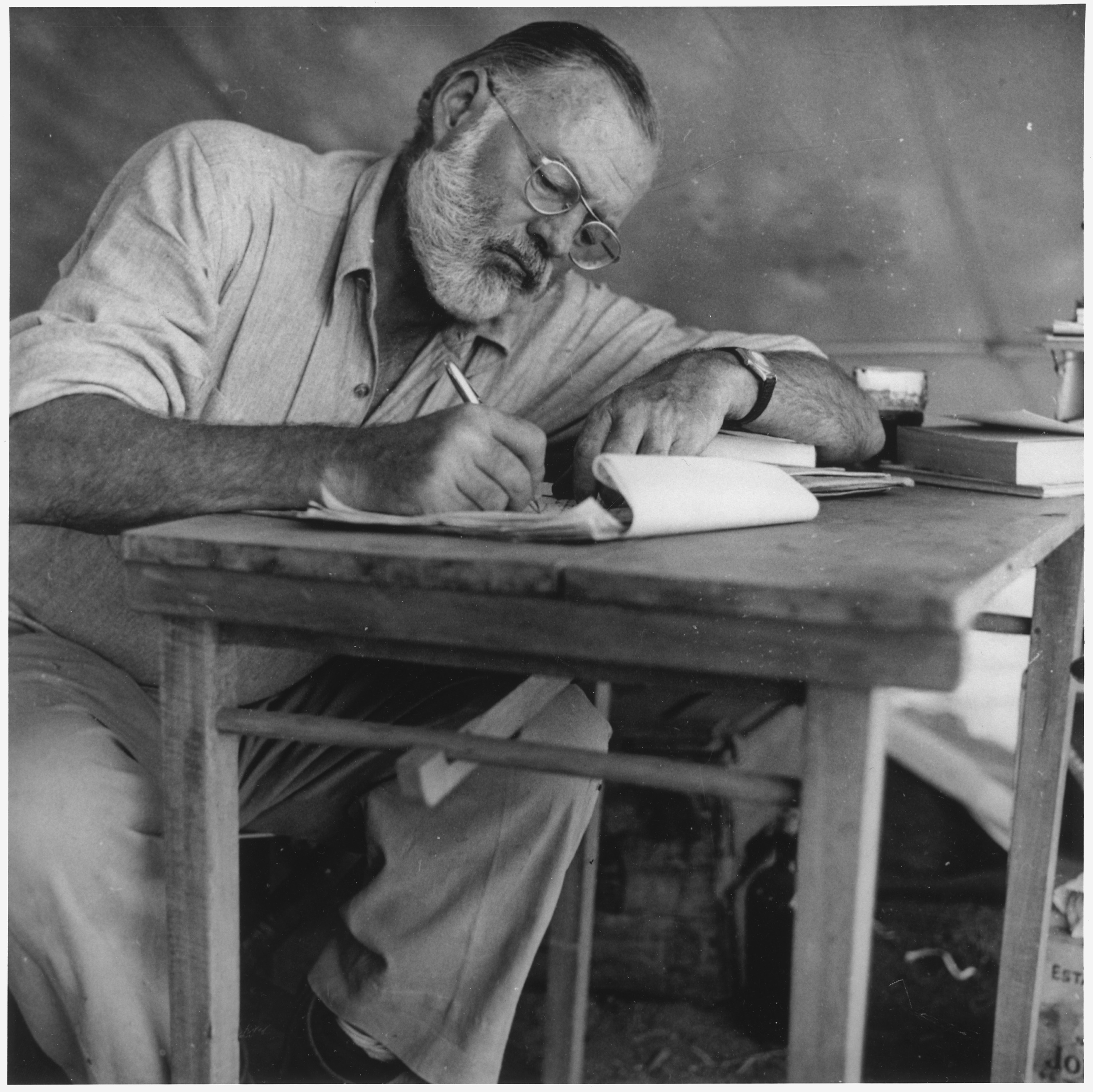
Hemingway escribiendo en un campamento en Kenia, hacia 1953.

En 1953, después de quince años de ausencia, Hemingway regresa a España, donde las autoridades franquistas no le molestan y acude de nuevo a los Sanfermines de Pamplona. En 1954, cuando estaba en África, Hemingway casi murió en dos accidentes aéreos sucesivos que lo dejaron gravemente herido. Como regalo de Navidad a Mary había contratado un vuelo turístico sobre el Congo Belga. En camino a fotografiar las cascadas Murchison desde el aire, el avión chocó contra un poste de electricidad abandonado y tuvo que realizar un «aterrizaje de emergencia en la densa maleza». Las lesiones de Hemingway incluyeron una herida en la cabeza, mientras que Mary se rompió dos costillas. Al día siguiente, en un intento de llegar a la asistencia médica en Entebbe, abordaron un segundo avión que explotó durante el despegue; Hemingway sufrió quemaduras y otra conmoción cerebral, esta vez lo suficientemente grave como para provocarle una pérdida de fluido cerebral. Finalmente, llegaron en Entebbe, donde se dieron cuenta de que los periodistas estaban cubriendo la historia de la muerte de Hemingway. Informó a los reporteros de su error y pasó las siguientes semanas recuperándose y leyendo sus obituarios prematuros. A pesar de sus heridas, Hemingway acompañó a Patrick y su esposa en una expedición de pesca prevista en febrero, pero el dolor le llevó a ser colérico y difícil de tratar. En un incendio forestal fue nuevamente herido, sufriendo quemaduras de segundo grado en las piernas, el torso frontal, labios, mano izquierda y en el antebrazo derecho. Meses después, en Venecia, Mary enumeró las graves lesiones de Hemingway: dos discos intervertebrales agrietados, una ruptura hepática y renal, una dislocación del hombro y una fractura del cráneo. Los accidentes podrían haber precipitado el deterioro físico que iba a seguir. Después de los accidentes de avión, Hemingway, quien había sido «un alcohólico apenas controlado» durante gran parte de su vida, bebió más de lo habitual para combatir el dolor de sus heridas.
En octubre de 1954, Hemingway recibió el Premio Nobel de Literatura. Modestamente, dijo a la prensa que Carl Sandburg, Isak Dinesen y Bernard Berenson merecieron el premio, pero que el dinero sería bienvenido. Mellow afirma que Hemingway «había codiciado el Premio Nobel», pero cuando lo ganó, meses después de su accidente de avión y tras la cobertura de la prensa mundial que siguió, «debía de haber una sospecha persistente en la mente de Hemingway de que sus obituarios habían desempeñado un papel en la decisión de la academia». Como aún estaba sufriendo el dolor de los accidentes en África, decidió no viajar a Estocolmo. En su lugar envió un discurso para ser leído, en el cual definió la vida del escritor: «Escribir, en su mejor momento, es una vida solitaria. Organizaciones para escritores palían la soledad del escritor, pero dudo si mejoran su escritura. Crece en estatura pública como vierte su soledad y a menudo su trabajo se deteriora. Porque hace su trabajo solo, y si es un escritor lo suficientemente bueno, debe enfrentar la eternidad, o la falta de ella, cada día».
Desde finales de 1955 y hasta principios de 1956 Hemingway estuvo postrado en cama. Se le dijo que dejara de beber para mitigar los daños en el hígado, consejo que siguió inicialmente pero luego ignoró. En octubre de 1956 regresó a Europa y conoció al escritor vasco Pío Baroja, quien estaba gravemente enfermo y falleció semanas después. Durante el viaje, Hemingway cayó enfermo de nuevo y fue tratado por «alta presión arterial, enfermedades del hígado y arteriosclerosis».
En noviembre, mientras estaba en París, se acordó de los baúles que había almacenado en el Hotel Ritz en 1928 y que nunca había recuperado. Los baúles estaban llenos de cuadernos y escrituras de sus años en París. Cuando regresó a Cuba en 1957, entusiasmado con el descubrimiento, comenzó a dar forma a la obra recuperada en su autobiografía París era una fiesta. En 1959 finalizó un período de intensa actividad: terminó París era una fiesta (programado para ser lanzado el año siguiente); llevó Al romper el alba a 200.000 palabras; añadió capítulos a El Jardín del Eden; y trabajó en Islas en el golfo. Las tres últimas fueron almacenadas en una caja de depósito en La Habana, mientras se concentraba en los toques finales de París era una fiesta. Reynolds afirma que fue durante este período que Hemingway se hundió en la depresión, de la que no pudo recuperarse.
Finca Vigía se volvió cada vez más un lugar lleno de invitados y turistas, y Hemingway, que empezaba a sentirse infeliz con la vida allí, estaba considerando trasladarse permanentemente a Idaho. En 1959 compró una casa con vistas al río Big Wood en las afueras de Ketchum, y salió de Cuba, a pesar de que aparentemente mantuvo buenas relaciones con el gobierno de Fidel Castro, comentando al New York Times que estaba «encantado» con el derrocamiento de Fulgencio Batista a manos de Castro. Estuvo en Cuba en noviembre de 1959, entre su regreso de Pamplona y su viaje hacia Idaho, y también para su cumpleaños al año siguiente; sin embargo, ese mismo año Mary y él decidieron abandonar Cuba, después de enterarse de la noticia de que Castro quería nacionalizar las propiedades de los estadounidenses y otros extranjeros en la isla. En julio de 1960, los Hemingway salieron de Cuba por última vez, dejando obras de arte y manuscritos en la bóveda de un banco en La Habana. Después de la Invasión de Playa Girón en 1961, la Finca Vigía, incluyendo la colección de unos «ocho mil libros» de Hemingway, fue expropiada por el gobierno cubano.

### Idaho y el suicidio

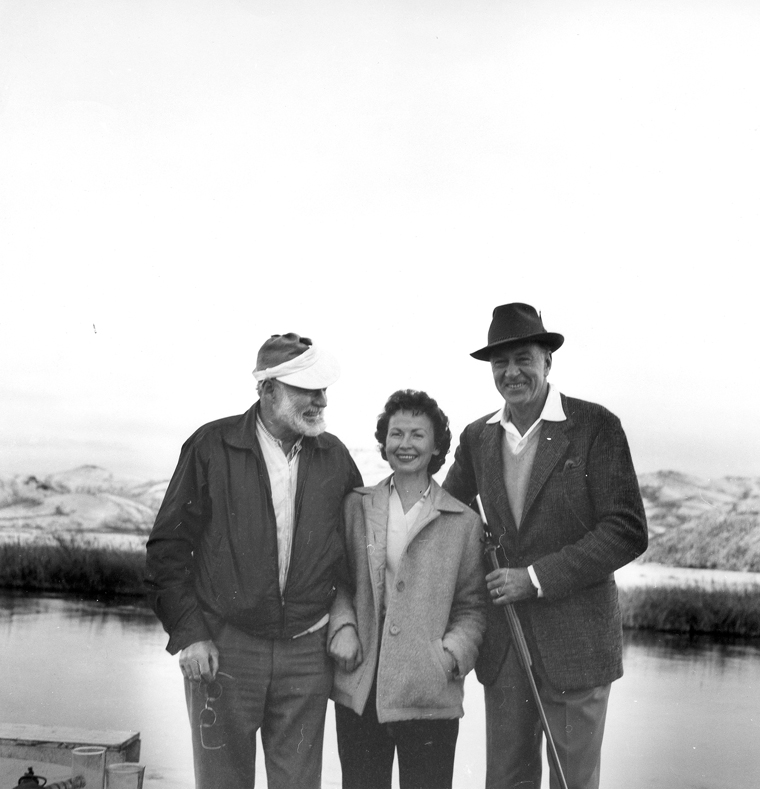
Hemingway en enero de 1959, cazando aves en Silver Creek, cerca de Picabo, Idaho. Está con Gary Cooper y una residente local, Bobbie Peterson.

Hasta finales de la década de 1950 Hemingway siguió revisando el material que se publicaría como París era una fiesta. En el verano de 1959 visitó España para preparar una serie de artículos sobre corridas de toros encargado por Life Magazine, regresando a Cuba en enero de 1960 para trabajar en el manuscrito. Life solo quería 10 000 palabras, pero el manuscrito creció fuera de control. Por primera vez en su vida era incapaz de organizar sus textos y pidió a A. E. Hotchner que viajara a Cuba para ayudarle. Hotchner le ayudó a recortar el texto para Life a 40.000 palabras, y la editorial Scribner acordó la versión del libro completo, titulado El verano peligroso, de casi 130.000 palabras. A Hotchner, Hemingway le pareció «extraordinariamente indeciso, desorganizado y confuso», y sufrió enormemente de una visión deficiente.
El 25 de julio de 1960, Hemingway y Mary salieron de Cuba por última vez. Luego Hemingway viajó solo a España para ser fotografiado para el artículo de Life Magazine. Unos días más tarde salieron noticias de prensa diciendo que se encontraba gravemente enfermo y a punto de morir, lo que causó pánico a Mary hasta que recibió un telegrama de Hemingway diciendo «Informes falsos. En camino Madrid. Amor Papa». Sin embargo, estaba gravemente enfermo y creía estar al borde de un colapso. Se sintió solo y se quedó en su cama durante días, retirándose en el silencio, pese a la publicación de las primeras entregas de El verano peligroso en Life en septiembre de 1960 y las buenas críticas que cosechó el artículo. En octubre viajó de España a Nueva York, donde se negó a abandonar el apartamento de Mary con el pretexto de que estaba siendo vigilado. Ella lo llevó rápidamente a Idaho, donde George Saviers (un médico de Sun Valley) los encontró en el ferrocarril.
En este tiempo, Hemingway estaba preocupado por sus finanzas y por su seguridad. Se encontraba preocupado por sus impuestos, y dijo que nunca volvería a Cuba para recuperar los manuscritos que había dejado en la bóveda de un banco. Se volvió paranoico y pensaba que el FBI estaba activamente monitoreando sus movimientos en Ketchum. A finales de noviembre Mary estaba desesperada y Saviers sugirió que Hemingway fuera trasladado a la clínica Mayo, en Minesota, donde pudo haber creído que iba a ser tratado por hipertensión. En un intento de anonimato, fue registrado bajo el apellido de su médico, Saviers. Meyers escribe que «un aura de secretismo rodea el tratamiento de Hemingway en la Clínica Mayo», pero confirma que fue tratado con terapia electroconvulsiva hasta 15 veces en diciembre de 1960, para luego ser «liberado en ruinas» en enero de 1961. Reynolds obtuvo acceso a los registros de Hemingway en la Clínica Mayo, los cuales indican que fue tratado por un estado depresivo que puede haber sido causado por una combinación de medicamentos.
Según A. E. Hotchner, asociado cercano de Hemingway y escritor de Papa Hemingway y Hemingway y su Mundo, Hemingway se quejó durante años de que estaba bajo la vigilancia del FBI. Hotchner y otros amigos del ganador del premio Nobel desestimaron tales afirmaciones como paranoia. Fue una sorpresa para Hotchner que, en 1980, cuando el FBI se vio obligado a lanzar algunos de sus archivos de Hemingway (no publicaron algunos que los delataban como culpables de su muerte), resultara que Hemingway tenía razón. Hotchner cree que la vigilancia del FBI "contribuyó sustancialmente a la angustia [de su amigo] y . . . al suicidio", y agregó que había "juzgado mal lamentablemente" el temor de su amigo hacia la organización.

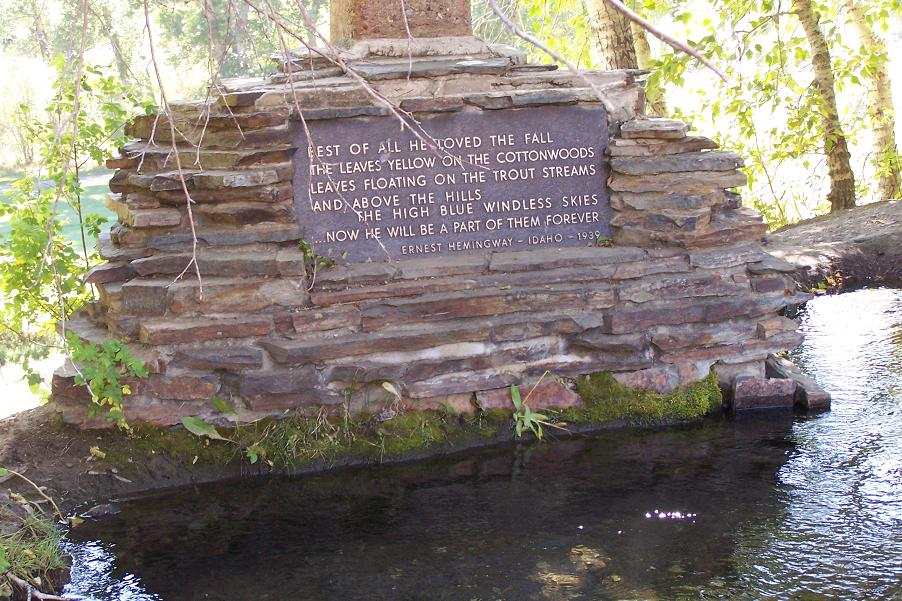
Hemingway Memorial, el monumento conmemorativo en Trail Creek, al norte de Sun Valley, Idaho.

De nuevo en Ketchum tres meses después, en abril de 1961, una mañana en la cocina, Mary «encontró a Hemingway sosteniendo una escopeta». Llamó a Saviers, quien le dio un sedativo y lo ingresó en el hospital de Sun Valley; desde allí fue devuelto a la Clínica Mayo para recibir más terapias por electrochoque. Fue liberado a finales de junio y llegó a su casa en Ketchum el 30 de junio. Dos días después, en la madrugada del 2 de julio de 1961, Hemingway se disparó «deliberadamente» con su escopeta favorita. Abrió la bodega del sótano donde guardaba sus armas, subió las escaleras hacia el vestíbulo de la entrada principal de su casa, y «empujó dos balas en la escopeta Boss calibre doce, colocó el extremo del cañón en su boca, apretó el gatillo y estalló su cerebro».  Mary llamó al hospital de Sun Valley, y el Dr. Scott Earle llegó a la casa «quince minutos» después. A pesar de su afirmación de que Hemingway «había muerto de una herida autoinfligida en la cabeza», la historia que se contó a la prensa fue que la muerte había sido «accidental».
Sin embargo, en una entrevista de prensa cinco años después, Mary Hemingway admitió que su marido se había suicidado.
Durante sus últimos años, el comportamiento de Hemingway fue similar al de su padre antes de que se suicidara; su padre puede haber sufrido de una enfermedad genética, hemocromatosis, en el que la incapacidad de metabolizar el hierro culmina en un deterioro mental y físico. Los registros médicos disponibles en 1991 confirman que se había diagnosticado la hemocromatosis de Hemingway a principios de 1961. Su hermana Úrsula y su hermano Leicester también se suicidaron. A las dolencias físicas de Hemingway se sumó el problema de que había sido un gran bebedor la mayor parte de su vida.
Familiares y amigos de Hemingway viajaron a Ketchum para el funeral, que fue oficiado por el sacerdote católico local, quien creía que su muerte había sido accidental. Su hermano Leicester escribió sobre el funeral (durante el cual un monaguillo se desmayó a la cabeza del ataúd): «Me parecía que Ernest hubiera aprobado todo».

## Estilo
El New York Times escribió en 1926 sobre la primera novela de Hemingway que «Ninguna cantidad de análisis puede transmitir la calidad de Fiesta. Es una narración verdaderamente apasionante, relatada en una prosa narrativa atlética, dura, magra, que pone en vergüenza al inglés más literario». Fiesta está escrito en una prosa escasa, precisa, que hizo la fama de Hemingway, e influyó el estilo de innumerables novelas baratas de crimen y de ficción. En 1954, cuando Hemingway fue galardonado con el Premio Nobel de Literatura, lo fue por «su maestría del arte de la narración, que demostró recientemente en El viejo y el mar, y por la influencia que ha ejercido sobre el estilo contemporáneo». Paul Smith escribe que Hemingway, en sus primeros relatos publicados en en nuestro tiempo, todavía estaba experimentando con su estilo de escritura; trató de evitar sintaxis complicada y alrededor del 70% de las sentencias son oraciones simples —una sintaxis sencilla sin subordinación—.
Henry Louis Gates cree que el estilo de Hemingway se formó «en reacción a [su] experiencia en la guerra mundial». Después de la Primera Guerra Mundial, él y otros modernistas «perdieron la fe en las instituciones centrales de la civilización occidental», reaccionaron contra el estilo elaborado de los escritores del siglo xix y crearon un estilo «en el cual el significado se establece a través del diálogo, a través de la acción, y los silencios, una ficción en la que nada importante, o al menos muy poco, se dice de manera explícita».
Desarrollando esta conexión entre Hemingway y otros escritores modernistas, Irene Gammel cree que su estilo fue con cuidado cultivado y perfeccionado con la mirada puesta en la vanguardia de la era. Hambriento por «experimentación de vanguardia» y por la rebelión contra el «modernismo sobrio» de Ford Madox Ford, Hemingway publicó la obra de Gertrude Stein y Elsa von Freytag-Loringhoven en la revista the transatlantic review. Como lo señala Gammel, Hemingway fue «introducido al estilo experimental de la baronesa en un momento en que estaba podando activamente la 'grasa' verbal de su propio estilo, así como flexionando sus músculos de escritor para confrontar el gusto convencional».
Porque comenzó como escritor de cuento, Baker cree que Hemingway aprendió a «obtener el máximo del mínimo, cómo podar el lenguaje, cómo multiplicar la intensidad, y cómo decir nada más que la verdad de una manera que permitió contar más que la verdad». Hemingway denominó su estilo la teoría del iceberg: los hechos flotan sobre el agua; la estructura de soporte y el simbolismo operan fuera de vista. El concepto de la teoría del iceberg, también se conoce como la «teoría de la omisión». Hemingway creía que el escritor puede describir una cosa (como Nick Adams, pescando en «El río de dos corazones») mientras que una cosa totalmente diferente esté ocurriendo por debajo de la superficie (Nick Adams concentrándose en la pesca en la medida en que no tiene que pensar en otra cosa).
Jackson Benson cree que Hemingway utilizó detalles autobiográficos como dispositivos para enmarcar la vida en general, no solo su propia vida. Por ejemplo, Benson postula que Hemingway utilizó sus experiencias y las extrajo con escenarios de «qué pasaría si»: «¿Qué pasaría si estuviera herido de tal manera que no podía dormir por la noche? ¿Qué pasaría si estuviera herido y enloquecido, qué pasaría si me mandaron de vuelta al frente?».
La sencillez de la prosa es engañosa. Zoe Trodd cree que Hemingway elaboró frases esqueléticas en respuesta a la observación de Henry James de que la Primera Guerra Mundial había «agotado las palabras». Hemingway ofrece una realidad fotográfica «multi-focal». Su teoría del iceberg, de la omisión, es la base sobre la que construye. La sintaxis, que carece de conjunciones subordinantes, crea sentencias estáticas. El estilo de la «instantánea fotográfica» crea un collage de imágenes. Muchos tipos de puntuación interna (dos puntos, comas, guiones, paréntesis) se omiten en favor de oraciones declarativas cortas. Las oraciones se construyen las unas sobre las otras, como los acontecimientos que se acumulan para crear un sentido de la totalidad. Existen múltiples filamentos en una historia; un «texto incorporado» hace puente a un ángulo diferente. También utiliza otras técnicas cinematográficas como la de «cortar» rápidamente de una escena a la siguiente; o de «empalmar» de una escena a otra. Omisiones intencionales permiten al lector a llenar el vacío, como si fuera respondiendo a las instrucciones del autor, y crean una prosa tridimensional.
Tanto en su literatura como en sus escritos personales, Hemingway utilizaba la palabra «y» en lugar de comas. Este uso de polisíndeton puede servir para transmitir la inmediatez. La oración polisindetónica de Hemingway —o, en obras posteriores, su uso de oraciones subordinadas— utiliza conjunciones para yuxtaponer visiones e imágenes sorprendentes. Benson las compara con haikus. Muchos de los seguidores de Hemingway malinterpretaron su ejemplo y reprobaron toda expresión de emoción; Saul Bellow satirizó este estilo comentando «¿Tienes emociones? estrangulalas». Sin embargo, la intención de Hemingway no era de eliminar la emoción, sino de retratarla en una forma más científica. Hemingway creía que sería fácil, e inútil, de describir emociones; esculpió collages de imágenes con el fin de captar «la realidad desnuda, la sucesión de movimientos y sucesos que produce la emoción, la realidad que pueda ser valedera dentro de un año o de diez o, con un poco de suerte y la suficiente pureza de expresión, durante mucho tiempo». Este uso de la imagen como un correlato objetivo es característico de Ezra Pound, TS Eliot, James Joyce y Proust. Las cartas de Hemingway se refieren a En busca del tiempo perdido de Proust en varias ocasiones a lo largo de los años, e indican que leyó el libro al menos dos veces.

## Temas
La popularidad de la obra de Hemingway se basa en gran medida en los temas, que según el académico Frederic Svoboda son el amor, la guerra, la naturaleza, y la pérdida, todos muy presentes en su obra. Estos son temas recurrentes de la literatura estadounidense, y son evidentes en la obra de Hemingway. El crítico literario Leslie Fiedler observa que en la obra de Hemingway el tema que define como «tierra sagrada» —el Viejo Oeste— se extiende hasta incluir las montañas en España, Suiza y África, así como los ríos de Míchigan. El Viejo Oeste recibe un guiño simbólico con la inclusión del «Hotel Montana» en Fiesta y Por quién doblan las campanas. Según Stoltzfus y Fiedler, para Hemingway la naturaleza es un lugar terapéutico, para renacer, y el cazador o pescador tiene un momento de trascendencia cuando mata a la presa. La naturaleza es donde están los hombres sin mujeres: los hombres pescan, cazan, y encuentran la redención en la naturaleza. Aunque Hemingway escribe también sobre deportes, Carlos Baker cree que el énfasis está más en el atleta que el deporte, mientras que Beegel ve la esencia de Hemingway como un naturalista americano, tal como se refleja en las descripciones detalladas que se puede encontrar en «El río de dos corazones».
Hemingway a menudo escribía sobre estadounidenses residentes en el extranjero. En Hemingway's Expatriate Nationalism, Jeffrey Herlihy describe "el arquetipo transnacional de Hemingway," un recurso literario que involucra a personajes "multilingües y biculturales, que ya han integrado nuevas prácticas culturales de la comunidad anfitriona en su vida diaria en el momento en que comienzan las tramas". En este sentido, "los escenarios en el extranjero no son meramente exóticos ni cosmopolitas; son factores motivadores en la acción del personaje". Donald Monk comenta que, para Hemingway, "la expatriación no es tanto una realidad psicológica sino metafísica" que implica que su visión del mundo sea basada en una especie de outsider desarraigado.
Fiedler cree que Hemingway invierta el tema de la literatura estadounidense de la «mujer oscura» y mala, frente a la «mujer clara» y buena. Brett Ashley, la mujer oscura de Fiesta, es una diosa; Margot Macomber, la mujer clara de «La corta vida feliz de Francis Macomber», es una asesina. Robert Scholes reconoce que los primeros relatos de Hemingway, como «Un cuento muy corto», presentan «favorablemente a un personaje masculino y desfavorablemente a una mujer». Según Rena Sanderson, los primeros críticos de Hemingway alabaron su mundo machocéntrico de actividades masculinas, y su ficción que dividió las mujeres en «castradoras o esclavas de amor». Las críticas feministas atacaron a Hemingway como «enemigo público número uno», aunque re-evaluaciones más recientes de su obra «han dado nueva visibilidad a los personajes femeninos de Hemingway (y sus puntos fuertes) y han puesto de manifiesto su sensibilidad a las cuestiones de género, así poniendo en duda la antigua presunción de que sus escritos fueron unilateralmente masculinos». Nina Baym cree que Brett Ashley y Margot Macomber «son dos ejemplos destacados de las "mujeres perras" de Hemingway».
El tema de la mujer y la muerte es evidente en las primeras narrativas como «Campamento indio». El tema de la muerte impregna la obra de Hemingway. Young cree que el énfasis en «Campamento indio» no era tanto sobre la mujer que da a luz, o el padre que se suicida, sino sobre Nick Adams que es testigo de estos eventos como niño, y se convierte en un «joven gravemente herido y nervioso». En «Campamento indio» Hemingway establece los eventos que forman al personaje de Adams. Young cree que «Campamento indio» tiene la «llave maestra» a «los propósitos de su autor durante los treinta y cinco años de su carrera como escritor». Stoltzfus considera que la obra de Hemingway es más compleja, con una representación de la verdad inherente en el existencialismo: si se abraza el «nada», entonces la redención se realiza en el momento de la muerte. Aquellos que enfrentan la muerte con dignidad y coraje viven una vida auténtica. Francis Macomber muere feliz porque las últimas horas de su vida son auténticas; el torero en la corrida representa el pináculo de una vida vivida con autenticidad. En su ensayo The Uses of Authenticity: Hemingway and the Literary Field («Los usos de autenticidad: Hemingway y el campo literario»), Timo Müller escribe que el éxito de la ficción de Hemingway se debe al hecho de que sus personajes viven una «vida auténtica», y los «soldados, pescadores, boxeadores y leñadores se encuentran entre los arquetipos de autenticidad en la literatura moderna».
El tema de la emasculación es frecuente en la obra de Hemingway, sobre todo en Fiesta. Según Fiedler, la emasculación es el resultado de una generación de soldados heridos; y de una generación en la que las mujeres, como Brett, ganaron la emancipación. Esto también se aplica al personaje secundario, Frances Clyne, la novia de Cohn al principio del libro. Su personaje apoya el tema no solo porque la idea fue presentada al principio de la novela, sino también por el impacto que tenía sobre Cohn en el comienzo del libro, a pesar de que solo aparece unas pocas veces. Baker cree que la obra de Hemingway hace hincapié en lo «natural» frente al «no natural». En «Alpine Idyll» («Idilio alpino»), la «no naturalidad» del esquí en la nieve de alta montaña a finales de la primavera se yuxtapone a la «no naturalidad» del campesino que permitió que el cadáver de su esposa se quedara demasiado tiempo en el cobertizo durante el invierno. Los esquiadores y el campesino se retiran a la fuente «natural» en el valle para su redención.
Algunos críticos han caracterizado la obra de Hemingway como misógina y homofóbica. Susan Beegel analizó cuatro décadas de críticas sobre Hemingway en su ensayo «Critical Reception» («Recepción crítica»). Descubrió que «los críticos interesados en la multiculturalidad», sobre todo en la década de 1980, simplemente ignoraron a Hemingway, aunque se escribieron algunos «apologéticas». El siguiente análisis de Fiesta es típico de estas críticas: «Hemingway nunca permite que el lector se olvide que Cohn es un judío, no un personaje poco atractivo que resulta ser un judío, sino un personaje que no es atractivo porque es un judío». Durante la misma década, según Beegel, también se publicaron críticas que investigaron el «horror de la homosexualidad» y el racismo en la ficción de Hemingway.

## Influencia y legado
El legado de Hemingway a la literatura estadounidense es su estilo: los escritores que vinieron después lo emularon o lo evitaron. Después de que se estableció su reputación con la publicación de Fiesta, se convirtió en el portavoz de la generación de la primera posguerra, habiendo establecido un estilo a seguir. En 1933 sus libros fueron quemados por los nazi en Berlín, por «ser un monumento de la decadencia moderna». Sus padres desaprobaron su literatura calificándola de «suciedad». Reynolds afirma que su legado consiste en que «dejó cuentos y novelas tan conmovedores que algunos han pasado a formar parte de nuestro patrimonio cultural». En un discurso de 2004 en la Biblioteca John F. Kennedy, Russell Banks declaró que, como muchos escritores masculinos de su generación, fue influenciado por la filosofía literaria, el estilo y la imagen pública de Hemingway. Müller informa que para el público, Hemingway «tiene el mayor grado de reconocimiento de los escritores en el mundo entero». En cambio, en 2012 el novelista John Irving rechazó la mayor parte de la obra de Hemingway «a excepción de algunos cuentos», diciendo que «el dictamen de escribir-lo-que-uno-sabe no tiene lugar en la literatura de imaginación». Irving también se opuso a la «postura de hombre duro-ofensivo—todos esos hombres recalcitrantes del tipo dice-poco» y contrastó el enfoque de Hemingway con el de Herman Melville, citando el consejo de este último: "ten cuidado a quien busca agradar más que atemorizar"».

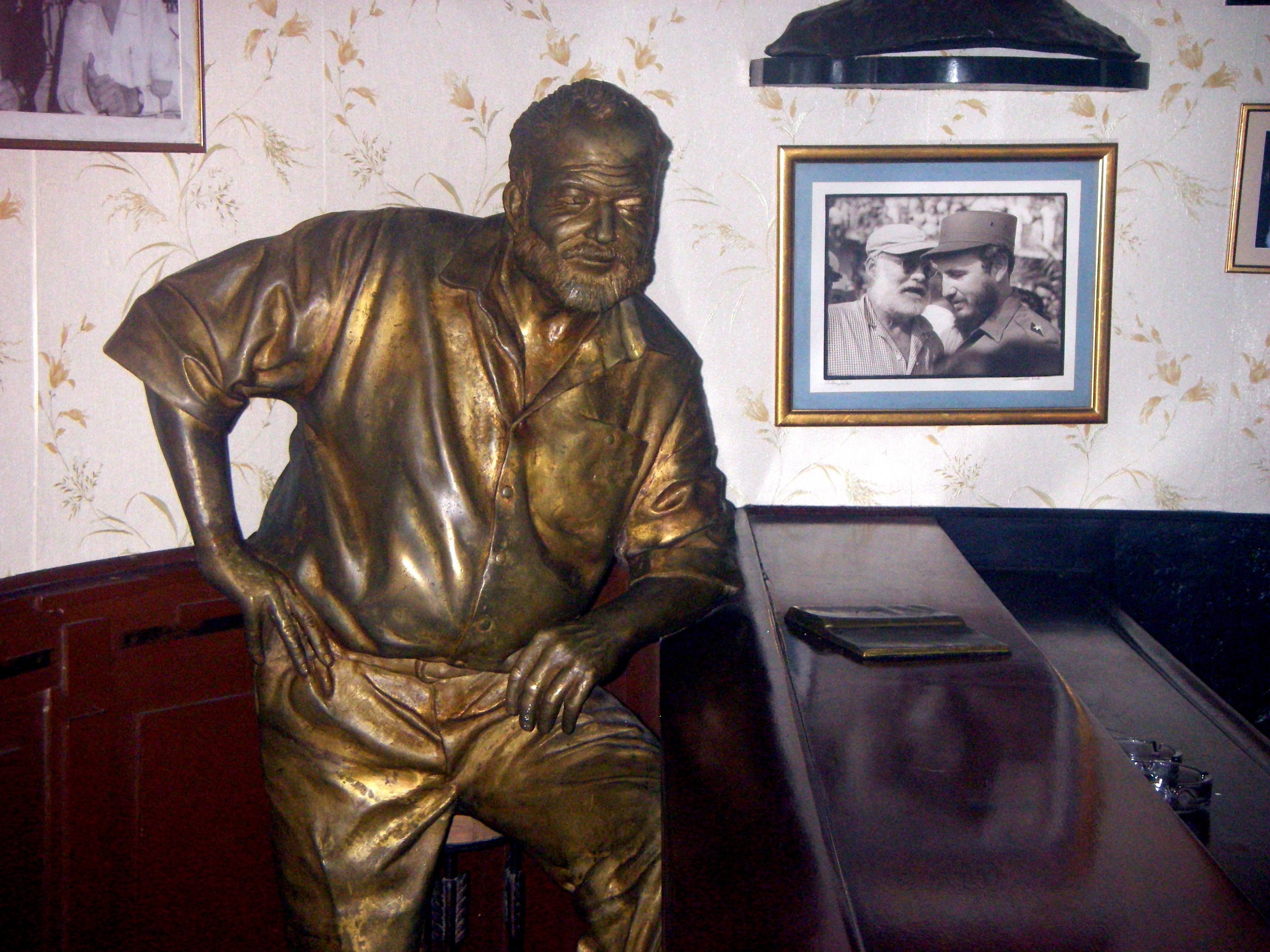
Estatua de Hemingway por José Villa Soberón, en el bar El Floridita en La Habana. En la pared hay una foto de Hemingway adjudicando a Fidel Castro el premio para el pez más grande capturado en el «Concurso de Pesca Hemingway» de mayo de 1960.

Benson cree que los detalles de la vida de Hemingway se convirtieron en un «medio de explotación importante», el cual resultó en una industria Hemingway. Hallengren cree que el «estilo duro» y machismo deben separarse del mismo autor. Benson concuerda describiéndolo como tan introvertido y reservado como J. D. Salinger, aunque Hemingway enmascaró su naturaleza con jactancia. Efectivamente, Salinger —que conoció a Hemingway durante la Segunda Guerra Mundial y mantuvo una correspondencia con él— reconoció la influencia de Hemingway. En una carta a Hemingway, Salinger afirma que sus conversaciones «le habían dado sus únicos minutos de esperanza durante toda la guerra», y en broma «se autodenominó el presidente nacional de los Clubes de Fans de Hemingway».
La Competición Internacional de Imitaciones de Hemingway fue creada en 1977 como reconocimiento público de su influencia y para destacar los cómicos esfuerzos extraviados de las imitaciones de su estilo por autores menores. Los participantes son invitados a presentar una «muy buena página de muy malo estilo Hemingway» y los ganadores son premiados con un viaje a «Harry's Bar» en Italia.
Un planeta menor descubierto en 1978 por el astrónomo Nikolai Stepanovich Chernykh de la Unión Soviética, fue denominado 3656 Hemingway para honrar al escritor.
La influencia es evidente en los numerosos restaurantes denominados «Hemingway»; y la proliferación de bares llamados «Harry's» (un guiño al bar en Al otro lado del río y entre los árboles). Una línea de muebles Hemingway, promovida por su hijo Jack Hemingway (Bumby), cuenta con piezas tales como una mesita de noche «Kilimanjaro» y un sofá con cubierta «Catherine». Montblanc ofrece una pluma estilográfica Hemingway, y se creó una línea de ropa de safari Hemingway.
Mary Hemingway creó la Fundación Hemingway en 1965, y donó los papeles de su marido a la Biblioteca John F. Kennedy en 1970. En 1980 un grupo de académicos especializados en Hemingway se reunieron para evaluar los documentos donados, formando posteriormente la Sociedad Hemingway que se «compromete a apoyar y fomentar la beca Hemingway».
Ray Bradbury escribió The Kilimanjaro Device, en el que se transporta Hemingway a la parte superior del Monte Kilimanjaro. La película Wrestling Ernest Hemingway (1993), sobre la amistad de dos hombres jubilados en una ciudad costera de Florida, lleva ese título por uno de los personajes (interpretado por Richard Harris) quien dice haber luchado con Hemingway en 1930.

## Descendientes
Dos de las nietas de Hemingway, las hermanas Mariel y Margaux Hemingway (hijas de Jack Hemingway), alcanzaron fama como actrices en los años 1970 y 1980; Margaux fue también una modelo de moda. El 1 de julio de 1996, con 42 años y casi treinta y cinco años después de la muerte de Ernest Hemingway, Margaux Hemingway se suicidó en Santa Mónica (California). Se convirtió en «la quinta persona en suicidarse en cuatro generaciones de su familia».

## Obras

### Cuentos
- Tres relatos y diez poemas (Three Stories and Ten Poems, 1923)
- En nuestro tiempo (In Our Time, 1925)
- Hombres sin mujeres (Men Without Women, 1927)
- El ganador no se lleva nada (Winner take Nothing, 1933)
- La quinta columna y los primeros cuarenta y nueve relatos (The Fifth Column and the First Forty-Nine Stories, 1938)
- Las nieves del Kilimanjaro (The Snows of Kilimanjaro and Other Stories, 1961). Compilación de diez relatos incluidos antes en La quinta columna y los primeros cuarenta y nueve relatos.
- La quinta columna y cuatro historias de la guerra civil española (The Fifth Column and Four Stories of the Spanish Civil War, 1969)
- Nick Adams (The Nick Adams Stories, 1972)
- The Complete Short Stories of Ernest Hemingway (1987)
- Ernest Hemingway: The Collected Stories (1995)

### Novelas
- Aguas primaverales (The Torrents of Spring, 1926). Traductor: Romero, Enrique. Barcelona: Albón.
- Fiesta (The Sun Also Rises, 1926). Traductores; Mora Guarnido, José, Hausner, John E. Buenos Aires : Santiago Rueda, imp. 1944.
- Adiós a las armas (A Farewell to Arms, 1929). Traductor: Horta, Joaquín. Barcelona : Luis de Caralt, [1963 (Guada]).
- Tener y no tener (To Have and Have Not, 1937). Traductor: Ibarzábal, Pedro. Barcelona : EDHASA, 1970.
- Por quién doblan las campanas (For Whom the Bell Tolls. 1940). Traductor; Lola de Aguado. Barcelona : Planeta, 1972.
- Al otro lado del río y entre los árboles (Across the River and into the Trees, 1950). Traductor: Gurrea, Manuel. Barcelona : Planeta, 1978.
- El viejo y el mar (The Old Man and the Sea, 1952). México, D.F. : Selecciones, 1965.
- Islas a la deriva (Islands in the Stream, 1970). Traductora: Rowe, Mary. Barcelona : Seix Barral, 1972.
- El jardín del Edén (The Garden of Eden, 1986). Traductor: Girona, Pilar Giralt. Barcelona : Planeta, 1986.
- Al romper el alba (True at First Light, 1999). Traductor: Corugedo, Fernando González. Barcelona : Planeta, 1999.

### Otros
- Muerte en la tarde (Death in the Afternoon, 1932)
- París era una fiesta (A Moveable Feast, 1964)
- El verano peligroso (The Dangerous Summer, 1985)

## En la cultura popular
Aparte de las diferentes adaptaciones cinematográficas de sus novelas y relatos, Hemingway ha sido representado por el actor Clive Owen en el biopic cinematográfico "Hemingway y Gellhorn" (2012), dirigida por Philip Kaufman. En esta película narra la relación y posterior matrimonio de Hemingway con Martha Gellhorn, interpretada por Nicole Kidman. El escritor también ha sido interpretado por Cory Stoll, en el célebre filme de Woody Allen, "Midnight in Paris" (2011). En este filme el protagonista, un escritor estadounidense (Owen Wilson), consigue viajar al pasado y se introduce en los círculos artísticos de París en los años 20, donde entre otros conoce a Ernest Hemingway. 
Posteriormente, Hemingway sería interpretado por el actor Adrian Sparks en Papa: Hemingway en Cuba (2015) dirigida por Bob Yari en donde se narra la vida de Hemingway durante su estancia en la ciudad de La Habana, Cuba a finales de los años 50 y donde además se habla sobre una amistad que Ernest sostuvo con el periodista Denne Bart Petitclerc. También fue representado por Dominic West en "El editor de libros" (2016) dirigida Michael Grandage.
En la ficción española, fue representado en un episodio de "El Ministerio del Tiempo". En este caso, el actor Félix Arcarazo lo retrataba como un mujeriego y bebedor en los sanfermines de Pamplona en el episodio 12 de la segunda temporada (2016).